# Reino de Medang

Extensión y situación del reino de Medang o Mataram, en la isla de Java, tanto en la época en la que ocupaba la zona central de la isla como en la posterior en la estaba situado más al este

El reino de Medang o Mataram fue un reino hindú-budista de Java que floreció entre los siglos VIII y X. Estaba basado en Java Central, y más tarde en Java Oriental. Fue establecido por el rey Sanjaya, el reino fue gobernado por la dinastía Sailendra.
Durante la mayor parte de su historia, el reino parecía depender en gran medida de la producción agrícola, especialmente del cultivo extensivo de arroz, y más tarde también se benefició del comercio marítimo. Según fuentes extranjeras y hallazgos arqueológicos, el reino parecía estar bien poblado y ser bastante próspero. El reino había desarrollado una sociedad compleja, tenían una cultura bien desarrollada y habían alcanzado un grado de sofisticación y una civilización refinada.
En el período comprendido entre finales del siglo VIII y mediados del siglo IX, el reino vio el florecimiento del arte y la arquitectura clásicos de Java, atestiguado por el rápido crecimiento de la construcción de templos en el paisaje de su corazón, en Mataram (Kedu y Kewu Plain). Los templos más notables construidos en Medang Mataram son los templos Kalasan, Sewu, Borobudur y Prambanan. Hacia el año 850, el reino se había convertido en la potencia dominante en Java y, más tarde, en su historia, era un serio rival para el hegemónico Imperio Srivijaya.

## Historiografía

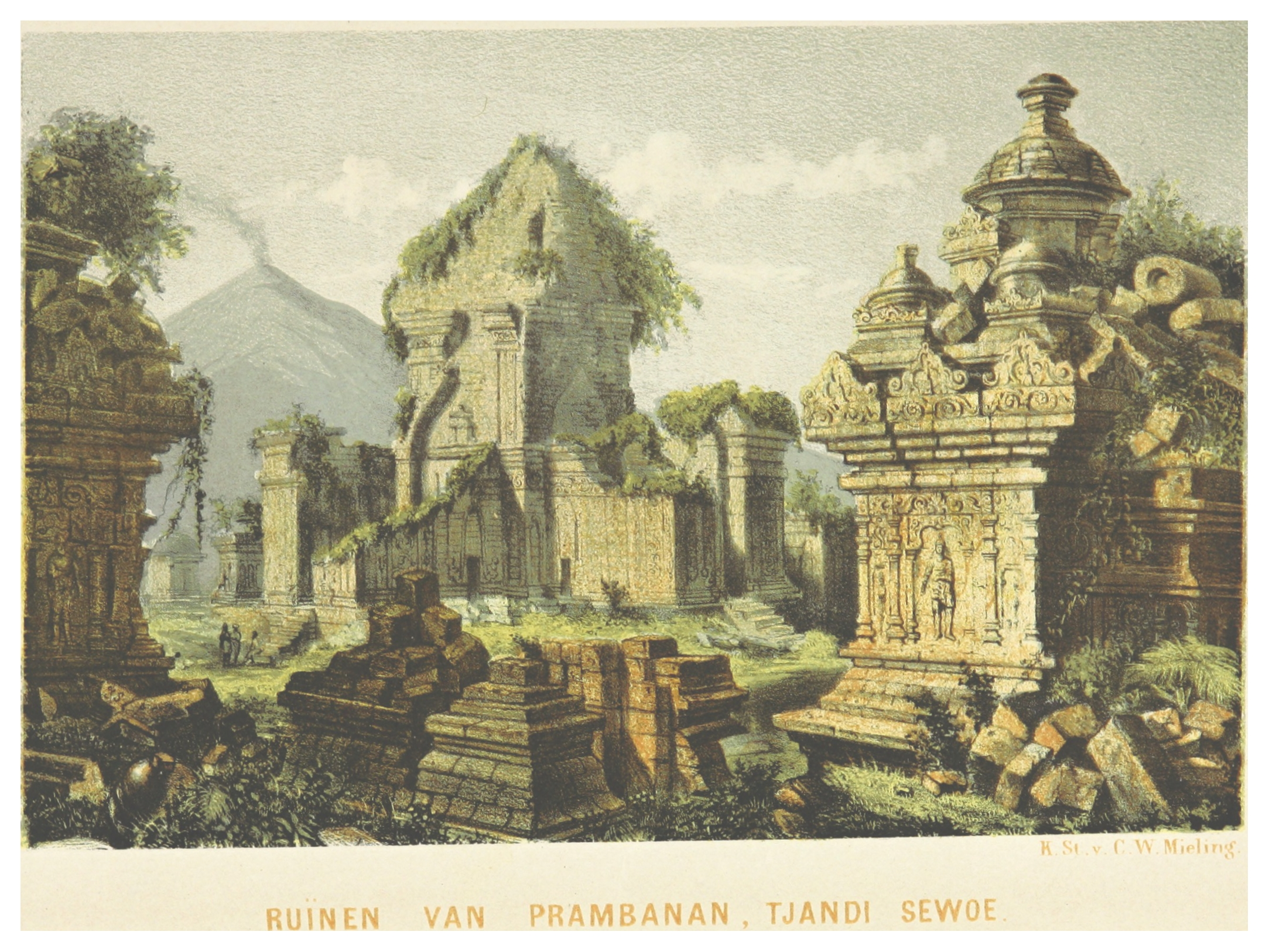
Una litografía de las ruinas de Tjandi Sewoe cerca de Prambanan, alrededor de 1859

A principios del siglo XIX, el descubrimiento de numerosas ruinas de grandes monumentos -como Borobudur, Sewu y Prambanan- dominaba el paisaje de Kedu y Kewu Plain en Yogyakarta y Java Central, llamó la atención de algunos historiadores y eruditos en las Indias Orientales Neerlandesas. Esto ha estimuló los estudios arqueológicos para descubrir la historia de esta antigua civilización.
La historia del área de Mataram como la capital del reino Medang de Java Central es también parte de la histórica Yawadvipa o Bhumijava (la tierra de Java), y la civilización clásica de Java. Los indios los llamaron colectivamente como Yawadvipa, los Khmer se refieren a ellos como Chvea, los chinos los llamaban Shepo, Chopo o Chao-wa, los árabes los llamaban Jawi o Jawah, y Srivijaya los llamaba Bhumijava. El nativo de Javala la mayoría de las veces se refieren a sus tierras y al país simplemente como Jawi (Java), mientras que el nombre de su nagara (país) a menudo se basa en su capital. La única fuente extranjera que menciona Mdaη se encontró de la inscripción de Filipinas, fechada en 822 saka (900).
No existen registros escritos completos que hayan sobrevivido en Java, excepto los números de prasasti (inscripciones) escritos en piedras o placas de cobre. Estas inscripciones registran con mayor frecuencia las acciones políticas y religiosas de los gobernantes. El tema más común mencionado en las inscripciones es el establecimiento de Sima (tierra de cultivo de arroz gravada reconocida a través del edicto real), y algunas veces parte o la totalidad del impuesto recaudado de esta tierra Sima se destina a financiar la construcción y el mantenimiento del edificio religioso. Sin embargo, algunas leyendas locales y registros históricos, escritos en lontar —más a menudo fechados en un período posterior— también podrían proporcionar datos y fuentes para reconstruir el evento histórico.
La mitología y las creencias nativas javanesas compuestas en la era del Sultanato de Mataram (circa siglo XVII), pero probablemente originadas en períodos anteriores, mencionaban un reino semi-mitológico llamado Medang Kamulan, que en javanés se traduce al reino "Medang el origen". El reino se menciona en el mito de Dewi Sri y también Aji Saka. Este es probablemente el remanente de la memoria colectiva vaga de los nativos javaneses de la existencia de un antiguo reino llamado "Medang".
Por lo tanto, el conocimiento actual de la civilización histórica de Java se deriva principalmente de:
- Excavación arqueológica, reconstrucción e investigación de estructuras antiguas, especialmente candi (templo), y también el descubrimiento de reliquias antiguas, como el tesoro de Wonoboyo.
- Inscripciones en piedra, las más comunes son las que se mencionan sobre la fundación y el financiamiento de los templos. Que informe sobre las acciones políticas y religiosas de los reyes, o declare su linaje. Los más notables son los estatutos de Canggal, Kalasan, Shivagrha y Balitung.
- Bajorrelieves en una serie de muros de templos con representaciones de la vida en el palacio, la aldea, el templo, el barco, el mercado y también la vida cotidiana de la población. Los más notables son los bajorrelieves que se encuentran en el templo de Borobudur y Prambanan.
- Manuscritos nativos, mencionando la historia de los reyes, sus hazañas y hazañas, que de alguna manera se corrugaban con las cuentas mencionadas en las inscripciones en piedra. El ejemplo notable es Carita Parahyangan.
- Informes y crónicas de diplomáticos, comerciantes y viajeros extranjeros, principalmente de fuentes chinas, indias y árabes.

## Etimología
Inicialmente, el reino fue identificado solo a través de su ubicación Yawadvipa (isla de Java) como se menciona en la inscripción de Canggal (732). La inscripción menciona a Rakai Mataram Sang Ratu Sanjaya (Rey Sanjaya, el Rakai (señor) de Mataram). Los historiadores anteriores como Soekmono, identifican este reino como Mataram, un nombre geográfico histórico para identificar la llanura al sur del Monte Merapi en el centro de Java, corresponde aproximadamente al moderno Muntilan (donde se encuentra el templo Canggal en la colina Gunung Wukir), Yogyakarta, Sleman y Bantul Regency. Esto se basa en las ubicaciones donde se descubrió un gran número de candi en Prambanan Plain y sus alrededores. La etimología del nombre "Mataram" deriva de un término sánscrito para "madre".
El nombre Medang aparece más tarde en inscripciones de Java Oriental, como la inscripción Anjukladang (937) y Minto Stone (982), la inscripción Paradah y algunas inscripciones descubiertas en Surabaya. Como resultado, los historiadores tienden a identificar el período de Java Oriental (929-1006) de este reino como Medang para diferenciarlo con su período Java Central anterior de Mataram (732-929). Sin embargo, al examinar la frase en la inscripción Anjukladang que menciona: "Kita prasiddha mangrakpa kadatwan rahyang ta i Mdaŋ i Bhûmi Matarâm" sugiere que el nombre Mdaŋ (léase: Mdang o Medang) ya se usó anteriormente en el período central de Java. La frase "Mdaŋ i Bhûmi Matarâm"literario significa "Medang en la tierra de Mataram", lo que significa que el nombre del reino es Medang con su capital en Mataram. La etimología del nombre "Medang" podría derivarse de un nombre local del árbol "medang" de madera dura que se refiere a árboles del género Phoebe. Sin embargo, otro enfoque etimológico sugiere que podría derivar del viejo término javanés "medang" que significa "aparecer con gracia". Podría estar relacionado con un término javanés "medalla" que significa "salir", y el término sundanés "midang" que se refiere a vestirse elegantemente y aparecer en público.
La corte se movió varias veces después de Mataram (reinado de Sanjaya) a Mamrati o Amrati (reinado de Rakai Pikatan), Poh Pitu (reinado de Balitung), nuevamente a Bhumi Mataram (reinado de Dyah Wawa), Tamwlang (reinado de Sindok), Watugaluh (reinado de Sindok), y el último en Wwatan (reino de Dharmawangsa Teguh).
El nombre "Mataram" reapareció más tarde en el siglo XIV como una de las provincias de Majapahit. Más tarde, en el siglo XVI, apareció el sultanato islámico de Mataram, ubicado en la misma área en las cercanías de Yogyakarta. Como resultado, el historiador anterior también nombró a este reino como Mataram hindú o Mataram antiguo para diferenciarlo con el sultanato islámico de Mataram posterior.

## Historia

### Formación y crecimiento

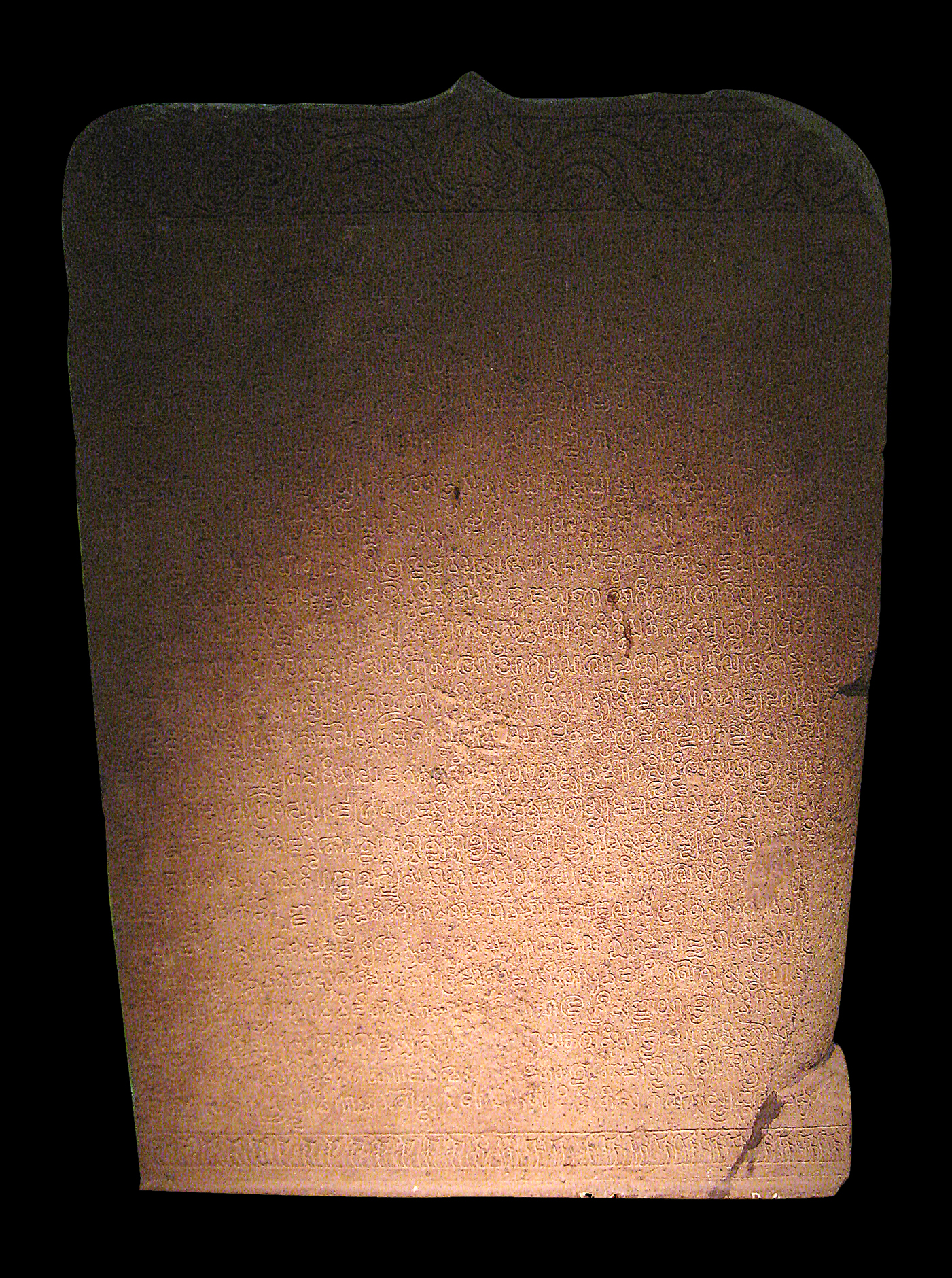
Inscripción de Canggal (732), creada por el Rey Sanjaya

La fuente más antigua del Reino Medang Mataram está en la inscripción Canggal, fechada en 732, descubierta dentro del complejo del templo Gunung Wukir en la aldea de Canggal, al suroeste de la ciudad de Magelang. Esta inscripción, escrita en sánscrito usando la escritura Pallava, habla de la construcción de un lingga (un símbolo de Shiva) en la colina en el área de Kunjarakunja, ubicada en una isla noble llamada Yawadwipa (Java) que fue bendecida con abundancia de arroz y oro. El establecimiento de lingga estuvo bajo el orden de Rakai Mataram Sang Ratu Sanjaya (Rey Sanjaya Rakai (señor) de Mataram). Esta inscripción dice que Yawadwipa fue gobernado por el rey Sanna, cuyo largo reinado estuvo marcado por la sabiduría y la virtud. Después de la muerte de Sanna, el reino cayó en la desunión. Sanjaya, el hijo de Sannaha (la hermana de Sanna) ascendió al trono. Conquistó las áreas alrededor de su reino, y su sabio reinado bendijo su tierra con paz y prosperidad para todos sus súbditos.
Parecía que Sanjaya llegó al poder c. 717 EC, ese fue el año inicial de la crónica de Sanjaya usada en la inscripción del Rey Daksa mucho más tarde a principios del siglo X. [10] Según la inscripción de Canggal, Sanjaya estableció un nuevo reino en el sur de Java Central. Y, sin embargo, parece ser la continuación de una política anterior gobernada por el Rey Sanna, el tío de Sanjaya. Esta política anterior está vinculada a las estructuras tempranas tempranas en Dieng Plateau, en la parte norte de Java Central, que es la estructura más antigua que se conserva en Java Central. El reino anterior vinculado como el predecesor del reino de Medang Mataram es Kalingga, ubicado en algún lugar de la costa norte de Java Central.
La historia de Sanna y Sanjaya también se describe en Carita Parahyangan, un libro de un período posterior compuesto hacia fines del siglo XVI, que describe principalmente la historia de Pasundan (el Reino de Sunda). Este libro menciona que Sanna fue derrotada por Purbasora, rey de Galuh, y se retiró al monte Merapi. Más tarde, Sanjaya recuperó el reino de Sanna y gobernó Java Occidental, Java Central, Java Oriental y Bali. También combatió la Malayu y Kling (contra su rey, Sang Srivijaya). Aunque el manuscrito parece romantizado, vago y no proporciona ciertos detalles sobre el período, sin embargo, el nombre y el tema casi exactos de la historia con la inscripción histórica de Canggal parecen confirmar que el manuscrito se basó o inspiró en el hecho histórico.

### La edad de oro
El período comprendido entre el reinado del rey Panangkaran y el rey Balitung (lapso comprendido entre 760 y 910), que duró aproximadamente 150 años, marcó el apogeo de la civilización clásica javanesa. Este período fue testigo del florecimiento del arte y la arquitectura de Java, ya que se erigieron numerosos templos y monumentos majestuosos que dominaron el horizonte de Kedu y Kewu Plain. Los más notables de estos templos son Sewu, Borobudur y el templo de Prambanan. Los Sailendras son conocidos como el constructor del templo ardiente.: 89–90 
El rey Sanjaya era un Shivaist, y sin embargo, su sucesor Panangkaran era un budista mahayana.: 89–90  Este cambio de fe, del Shivaist Sanjaya al budista Panangkaran ha planteado preguntas problemáticas entre los estudiosos; si había dos familias reales en competencia que dominaban los paisajes políticos en Java Central, que cada uno es patrono de Shivaist Hindu o Mahayana Buddhism. O, más recientemente, sugirió la teoría de que solo había una dinastía, los Sailendras, y que solo existía el cambio o la división del mecenazgo real a favor del hinduismo o el budismo.

#### El gran constructor

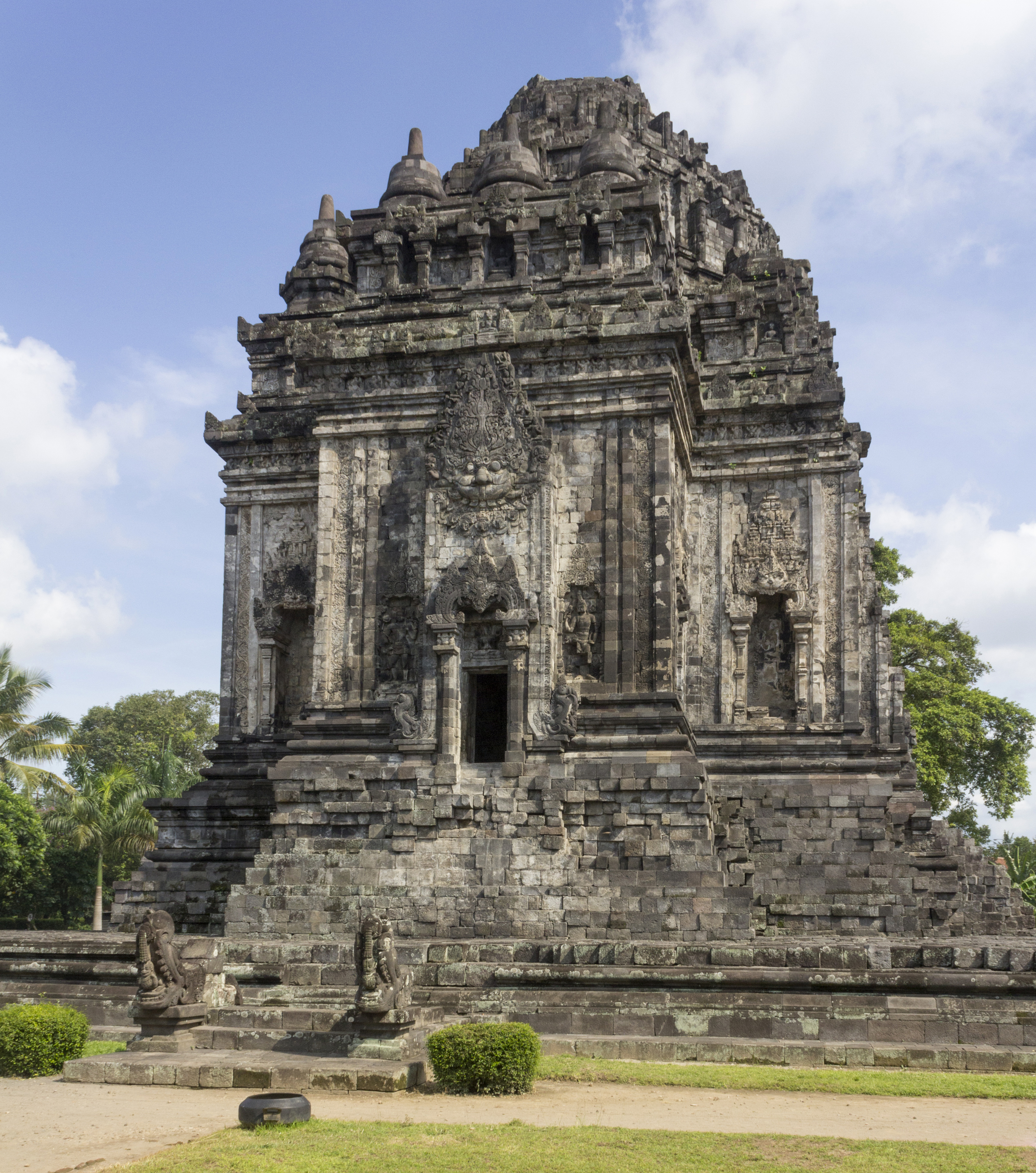
La construcción del templo de Kalasan fue mencionada en la inscripción de Kalasan, bajo los auspicios del Rey Panangkaran

Panangkaran (760-780) fue un desarrollador entusiasta, fue acreditado por al menos cinco grandes proyectos del templo realizados y comenzó durante su reinado. De acuerdo con la inscripción Kalasan, fechada en 778 y escrita en la escritura Pranagari en sánscrito, el templo Kalasan fue erigido por la voluntad de Guru Sang Raja Sailendravamçatilaka (el maestro del ornamento de la familia Sailendra), quien persuadió a Panangkaran (el sucesor de Sanjaya) para construir un edificio sagrado para la diosa (boddhisattvadevi) Tara y construir un vihara (monasterio) para monjes budistas del reino de Sailendra. Panangkaran también otorgó al pueblo de Kalaça unasangha (comunidad monástica budista). El templo conectado a esta inscripción es el templo Kalasan que albergaba la imagen de Tara, y el cercano templo Sari que probablemente funcionó como el monasterio.
Panangkaran también fue responsable de la construcción de Abhayagiri Vihara, conectada al sitio actual de Ratu Boko. Este complejo de la colina no era en realidad una estructura religiosa; consisten en series de puertas, murallas, muros fortificados, fosos secos, recinto amurallado, terrazas y bases de edificios. Este sitio muestra los atributos de un sitio de ocupación o asentamiento, aunque se desconocen sus funciones precisas. Esto llevó a una sugerencia de que este compuesto probablemente fue servido como el palacio. Inicialmente, probablemente fue concebido como un monasterio budista apartado, como se menciona en la inscripción Abhayagiri Vihara. Sin embargo, más tarde parece convertirse para convertirse en un palacio fortificado o una ciudadela, que evidencia en el remanente de las estructuras defensivas.
El rey Panangkaran probablemente también fue responsable de la concepción y sentó las bases para la construcción del gran templo Manjusrigrha, como se menciona en la inscripción Manjusrigrha fechada en 792. El rey nunca vio la terminación de este gran complejo de templos, ya que terminó en 792, mucho después de su muerte probablemente alrededor de 780. Este enorme complejo de templos con un total de 249 estructuras fue el más grandioso de su tiempo, y probablemente sirvió como el templo oficial del estado que llevó a cabo importantes ceremonias religiosas señoriales.

#### El gran conquistador

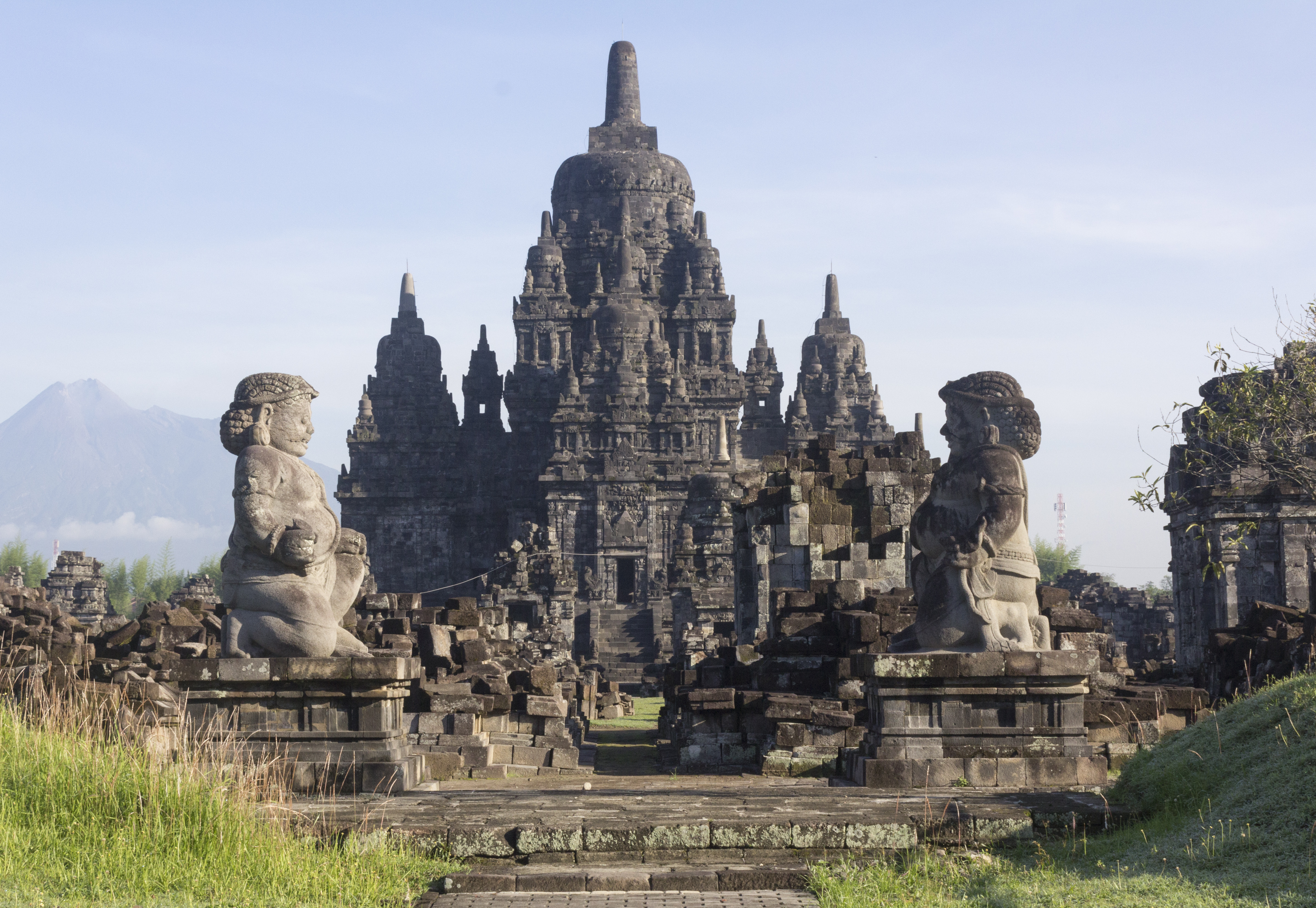
La construcción del templo de Manjusrigrha fue mencionada en la inscripción de Manjusrigrha, bajo los auspicios del rey Panangkaran y se completó durante el reinado de Dharanindra

Hay algunos informes de que los invasores navales de Java invadieron Tran-nam en 767, Champa en 774 y Champa nuevamente en 787. El sucesor de Panangkaran fue Dharanindra (780-800) o comúnmente conocido como el Rey Indra. Fue mencionado en la inscripción de Kelurak (con fecha 782) en su nombre formal Sri Sanggrama Dhananjaya. En esta inscripción fue aclamado como Wairiwarawiramardana o "el asesino de enemigos valientes". El título similar también se encuentra en la inscripción Ligor B descubierta en el sur de Tailandia en la Península Malaya; Sarwwarimadawimathana, lo que sugiere que se refiere a la misma persona. Dharanindra parece ser un personaje valiente y belicoso, ya que se embarcó en una expedición naval militar en el extranjero y ha llevado el control de Sailendras sobre Ligor en la Península Malaya.: 91–92 
El rey Indra parece continuar la tradición del constructor de su predecesor. Continuó la construcción del templo Manjusrigrha (complejo Sewu), y según la inscripción Karangtengah (fechada en 824) responsable de la construcción del templo Venuvana, conectado a Mendut o probablemente al templo Ngawen. Probablemente también fue responsable de la concepción y el inicio de la construcción del templo de Borobudur y Pawon.
Dharanindra asciende como el Maharaja de Srivijaya. La naturaleza de las estrechas relaciones de Sailendras con el vecino imperio Srivijayan basado en Sumatra es bastante incierta y complicada. Parece que en tiempos anteriores, la familia Sailendra pertenecía a la esfera de influencia del mandala Srivijayan. Y para un período posterior, el monarca de Sailendras se elevó para convertirse en la cabeza del mandala Srivijayan. El cambio que hizo que Sailendras a cambio se convirtiera en el gobernante de Srivijaya no estaba claro. Fue liderado por una campaña militar de Dharanindra contra Srivijaya en Sumatra, o más probablemente formado por una estrecha alianza y parentesco entre la casa de Sailendra y el Maharaja de Srivijaya.

#### La regla pacifista

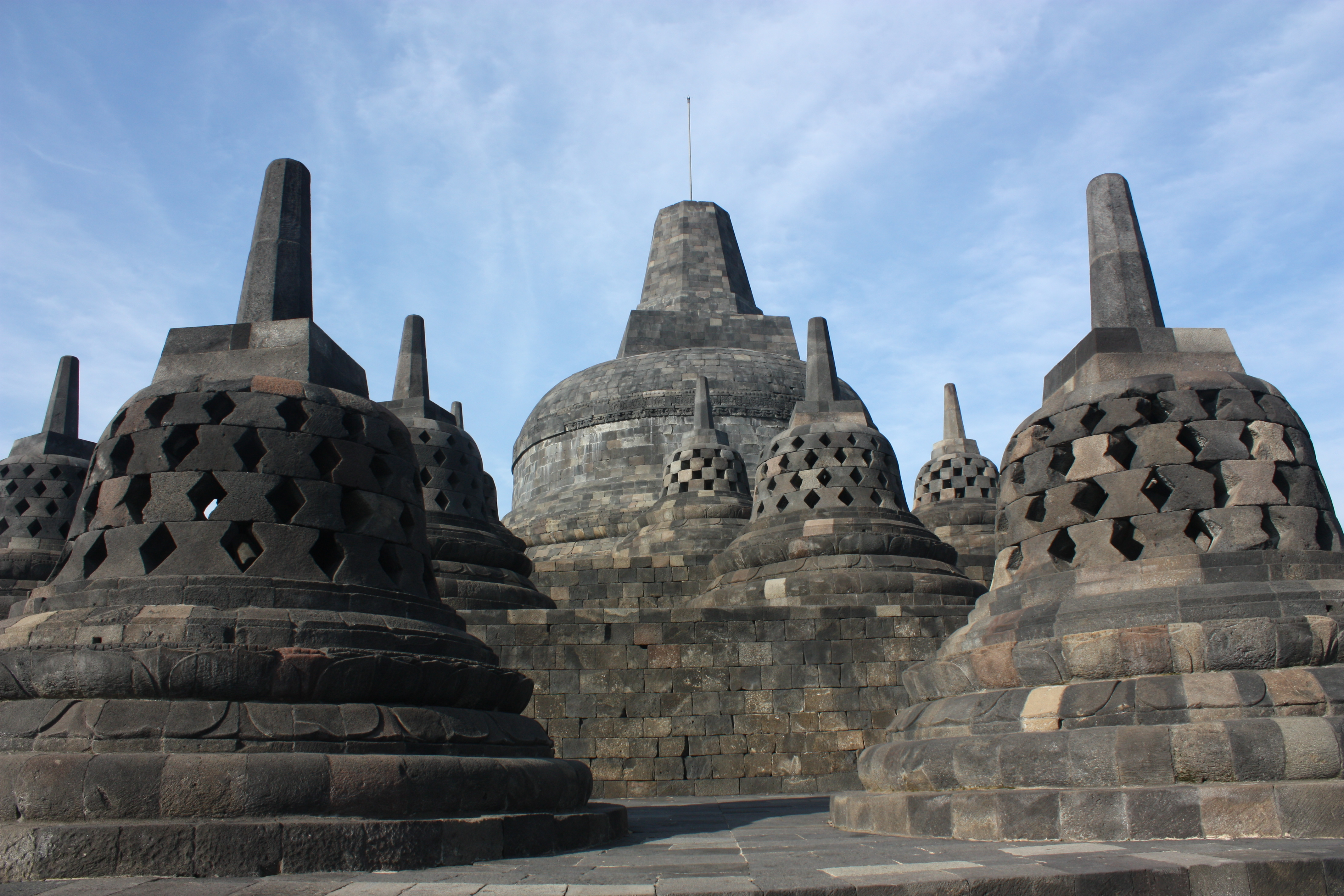
Borobudur, uno de los monumento construido durante el reino de Medang Mataram

El sucesor de Dharanindra fue Samaragrawira (800-819), mencionado en la inscripción de Nalanda (fechada en 860) como el padre de Balaputradewa, y el hijo de Śailendravamsatilaka (el ornamento de la familia Śailendra) con el nombre estilizado Śrīviravairimathana (el asesino del héroe enemigo), que se refieren a Dharanindra.: 92  A diferencia de su predecesor, el expansivo Dharanindra guerrero, Samaragrawira parece ser un pacifista, disfrutando de una prosperidad pacífica del interior de Java en Kedu Plain, y más interesado en completar el proyecto Borobudur. Él nombró al príncipe Khmer Jayavarman como el gobernador deIndrapura en el delta del Mekong bajo la regla de Sailendran. Esta decisión fue probada como un error, ya que Jayavarman se rebeló más tarde, movió su capital hacia el norte desde Tonle Sap a Mahendraparvata, cortó el enlace y proclamó la independencia camboyana de Java en 802. Samaragrawira fue mencionado como el rey de Java que se casó con Tārā, hija de Dharmasetu.: 108  Fue mencionado como su otro nombre Rakai Warak en la inscripción de Mantyasih.
Los historiadores anteriores, como NJ Krom y Coedes, tienden a equiparar a Samaragrawira y Samaratungga como la misma persona.: 92  Sin embargo, los historiadores posteriores como Slamet Muljana equiparan a Samaratungga con Rakai Garung, mencionado en la inscripción de Mantyasih como quinto monarca del reino de Mataram. Lo que significa que Samaratungga fue el sucesor de Samaragrawira.
Samaratungga (r 819-838) fue acreditado por la realización del mandala de piedra masiva, el gran monumento de Borobudur (completado en 825). Samaratungga, al igual que Samaragrawira, parece estar profundamente influenciado por las pacíficas creencias budistas Mahayana y se esfuerza por convertirse en un gobernante pacifista y benevolente. Su sucesor fue la Princesa Pramodhawardhani que se comprometió con Shivaite Rakai Pikatan, hijo del influyente Rakai Patapan, un terrateniente de Java Central. El movimiento político que parece un esfuerzo para asegurar la paz y el gobierno de Sailendran en Java al reconciliar al budista mahayana con los hindúes shivaístas.
La regla del Shivaist Rakai Pikatan (838-850) y su consorte budista Pramodhawardhani marcaron el regreso del favor de la corte de Medang Mataram al Shivaist Hindu,: 108  en lugar del budismo Mahayana favorecido por el anterior rey Samaratungga. Esto es evidente en la construcción del gran complejo del templo de Shivagrha en la capital de Mataram, ubicada a solo unos cientos de metros al sur del complejo del templo de Manjusrigrha. Sin embargo, las relaciones interreligiosas durante el reinado de Pikatán parecen promover la tolerancia en el espíritu de la reconciliación. Su reinado se acredita a la construcción y expansión de al menos dos de los templos y stupa perwara en Plaosancomplejo, ubicado al este del templo de Sewu (Manjusrigrha). El templo de Plaosan con dos templos principales probablemente esté construido y datado de un período anterior, probablemente iniciado por Panangkaran, Samaragrawira o Samaratungga, pero completado durante el reinado de Pikatan-Pramodhawardhani.

#### La división

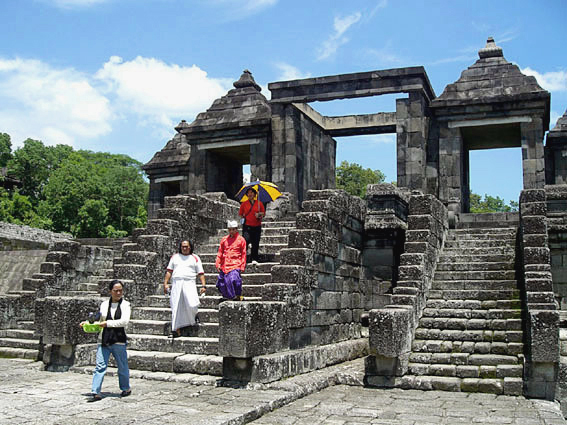
Ratu Boko, una colina fortificada, probablemente referida en la inscripción Shivagrha como la ubicación de una batalla

Balaputra sin embargo, se opuso a la regla de Pikatan y Pramodhawardhani. Las relaciones entre Balaputra y Pramodhawardhani son interpretadas de manera diferente por algunos historiadores. La teoría más antigua según Bosch y De Casparis sostiene que Balaputra era el hijo de Samaratungga, lo que significa que era el hermano menor de Pramodhawardhani. Los historiadores posteriores, como Muljana, por otro lado, argumentaron que Balaputra era el hijo de Samaragrawira y el hermano menor de Samaratungga, lo que significa que era el tío de Pramodhawardhani.
No se sabe si Balaputra fue expulsado de Java Central debido a una disputa de sucesión con Pikatan, o si ya estaba gobernado en Suvarnadvipa (Sumatra). De cualquier manera, parece que Balaputra finalmente gobernó la rama de Sumatra de la dinastía Sailendra y entronizó en la capital Srivijayan de Palembang. Los historiadores argumentaron que esto se debió a que la madre de Balaputra, Tara, la consorte reina del rey Samaragrawira era la princesa de Srivijaya, esto convirtió a Balaputra en el heredero del trono de Srivijayan. Balaputra el maharajá de Srivijaya más tarde declaró su reclamo como el legítimo heredero de la dinastía Sailendra de Java, como se proclamó en la inscripción de Nalanda con fecha de 860.: 108 
La inscripción de Shivagrha (fechada en 856) mencionaba una guerra que desafiaba el reinado de Pikatán, pero la inscripción no mencionaba quién era el enemigo que desafiaba la autoridad de Pikatán. Los primeros historiadores sugieren que fue Balaputradewa quien se levantó contra Pikatán, sin embargo, los historiadores posteriores sugieren que era otro enemigo, argumentado por esa época Balaputra ya gobernaba en Srivijaya. La inscripción de Shivagrha solo menciona que la batalla ocurrió en una fortaleza en una colina protegida por una gran cantidad de muros de piedra, esta colina fortaleza se identifica con Ratu Bokositio arqueológico. Los hijos mayores de Pikatan y Pramodhawardhani eran Rakai Gurunwangi Dyah Saladu. Eventualmente, la revuelta fue derrotada con éxito por el hijo menor de Pikatán, el valiente Dyah Lokapala, también conocido como Rakai Kayuwangi. Como recompensa por su hazaña heroica y su valentía, la gente y muchos de los asesores del estado de Pikatán instaron a Lokapala a ser nombrado príncipe heredero en lugar de Gurunwangi. La pérdida de favor de Gurunwangi en sucesión —a pesar de ser el hermano mayor— ha suscitado una pregunta entre los estudiosos. Anteriormente se pensó que el nombre Rakai Gurunwangi Dyah Saladu se refería a un personaje femenino (princesa), aunque es más probable que Gurunwangi fuera un príncipe.
Esta revuelta parece haber logrado apoderarse de la capital en Mataram durante un cierto período. Después de derrotar al usurpador, Pikatan descubrió que este derramamiento de sangre hizo que la capital de Mataram fuera desfavorable, por lo que trasladó el karaton a Mamrati o Amrati, ubicado en algún lugar de Kedu Plain (valle del río Progo), al noroeste de Mataram.
Más tarde, Pikatan decidió abdicar de su trono a favor de su hijo más joven, Dyah Lokapala (850-890). Rakai Pikatan se retiró, renunció a los asuntos mundanos y se convirtió en un ermitaño llamado Sang Prabhu Jatiningrat. El evento también se marcó con la ceremonia consagrada de la imagen de Shiva en el templo principal de Prambanan. Boechari sugiere que el enemigo que desafió a Pikatan fue Rakai Walaing pu Kumbhayoni, un poderoso terrateniente shivaísta y también la rama de la dinastía gobernante, como afirmó que era el descendiente de un rey que gobernaba Java.

#### La paz relativa

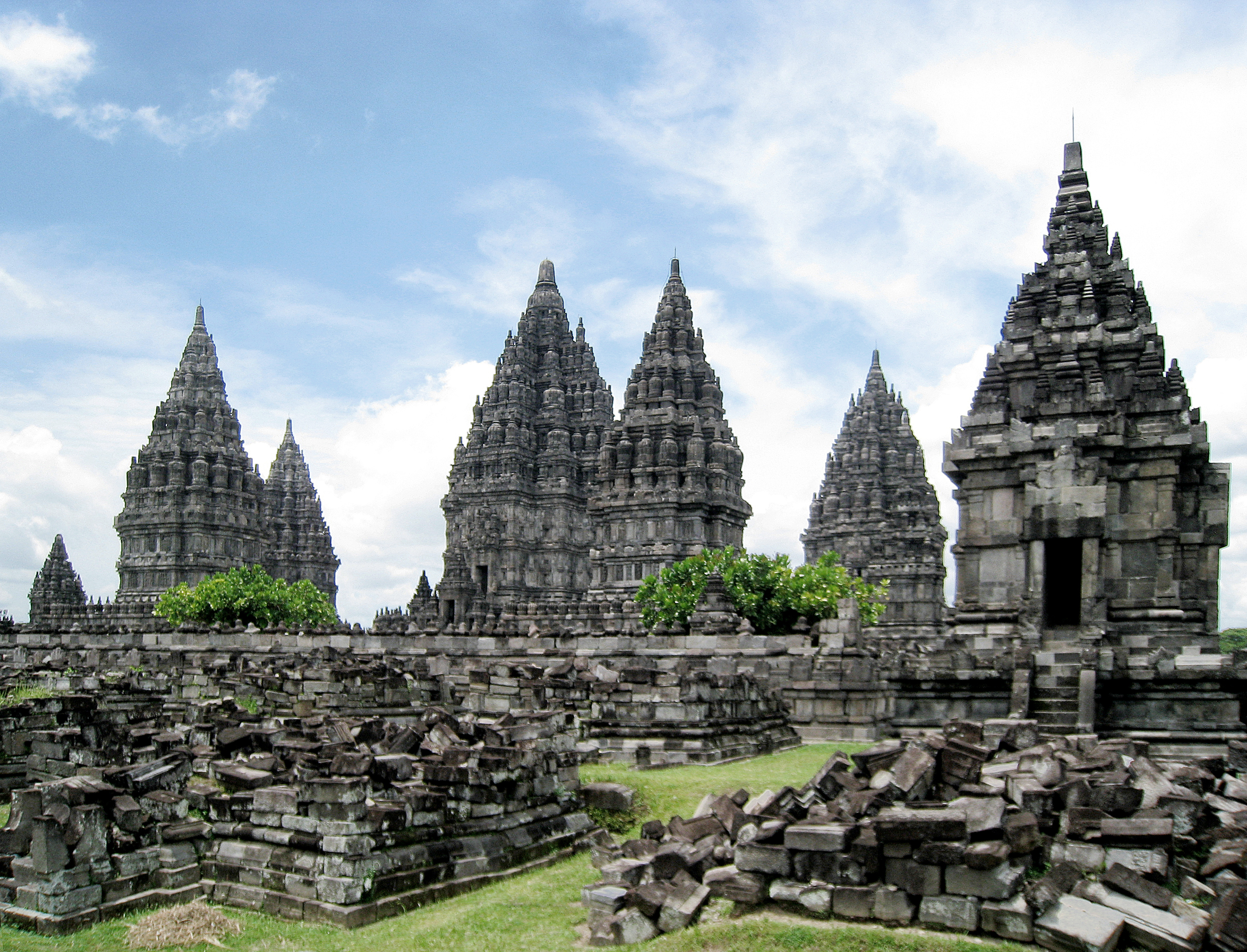
El complejo del templo Prambanan originalmente consistía en cientos de templos, construidos y expandidos en el período comprendido entre el reinado de Pikatan y Balitung

Los reyes de Medang Mataram después de Pikatan; de Lokapala, Watuhumalang (890-898) y Balitung son los patrones del Shivaist hindú, "después del declive del poder de los budistas Sailendras en el centro de Java".: 125–127  Su reinado parece disfrutar de una relativa paz. El gran complejo del templo de Shivagrha se expande y completa continuamente con cientos de templos perwara (complementarios) que rodean los tres prasada (torre) principales de Trimurti dioses hindúes. Es probable que durante su reinado se construyan algunos templos hindúes en la zona, como Sambisari, Barong, Ijo, Kedulan, Kimpulan, Kadisoka, Gebang y el templo de Merak. Los templos de Barong e Ijo en particular son interesantes, ya que están construidos en la colina y tienen un diseño diferente al de los templos anteriores. Los templos de Sewu y Prambanan están dispuestos en un diseño de mandala concéntrico. Sin embargo, los templos de Barong e Ijo están dispuestos de una manera completamente diferente; el templo principal está ubicado más atrás del recinto en el terreno más elevado, mientras que los templos complementarios perwara se construyen frente al templo principal en el suelo inferior, el diseño corresponde a la topografía desigual del sitio. Este estilo de distribución del templo es probablemente el predecesor y se continuará en la arquitectura posterior del templo del este de Java.
El rey Pikatan, Lokapala (Rakai Kayuwangi) y Watuhumalang gobernaron desde su corte en Mamrati o Amrati, son conocidos como "reyes Amrati". La ubicación exacta de Mamrati es desconocida, sugerida en algún lugar de Kedu Plain (regencias de hoy en día de Magelang y Temanggung), ubicada al norte de Mataram a lo largo del valle del río Progo. Se sugirió que Amrati podría estar ubicado cerca de la ubicación de la inscripción de Wanua Tengah III, en la aldea de Kedunglo, aldea de Kaloran, dentro de la Regencia de Temanggung.
Después de ausentarse durante varias generaciones, el nombre "Mataram" reaparece en la inscripción javanesa durante el reinado de Balitung, lo que probablemente signifique la transferencia de capital. El rey Balitung movió su capital de Amrati a Poh Pitu y renombró a Poh Pitu como Yawapura. De nuevo, se desconoce la ubicación exacta de esta capital, probablemente también se encuentre dentro de Kedu Plain. Sin embargo, es muy posible que Poh Pitu se encuentra alrededor de la inscripción Poh (905), en Dumpoh Aldea, Potrobangsan pueblo, subdistrito Norte Magelang dentro de Magelangciudad. Balitung emitió productivamente varias insripciones, entre otras están la inscripción Telahap (del 11 de septiembre de 899), la inscripción Watukura (27 de julio de 902), Telang (11 de enero de 904), Poh (17 de julio de 905), Kubu-Kubu (17 de octubre de 905), Mantyasih (11 de abril de 907) y Rukam (907).
Nuestro conocimiento actual de los nombres de los reyes que reinan en el reino de Medang Mataram se debe mucho a la inscripción Mantyasih (fechada en 907), emitida por el Rey Balitung (898-910), que contiene la genealogía y el orden del reinado de Medang Mataram, y busca ancestros hasta el Rey Sanjaya. Esta inscripción también se conoce como "carta de Balitung". La motivación del edicto de Balitung ha suscitado varias suposiciones por parte de los historiadores, como si Balitung buscara con impaciencia la legitimidad de su gobierno al establecer su linaje ancestral. Es muy posible que se relacionara con la familia real y compartiera ancestros comunes. Por lo tanto, sugirió que se casó con la hija del rey anterior, lo que lo convirtió en el yerno real y heredero.
La inscripción Watukura (902) es la inscripción más antigua en el arte de gobernar javanes que menciona la posición de Rakryan Kanuruhan (primer ministro), mientras que la posición de Rakryan Mapatih, que en la era de Balitung es equivalente al príncipe heredero, fue ocupada por Mpu Daksa. La relación entre Balitung y su sucesor Daksha es bastante problemática, ya que los historiadores sugirieron que Daksha era el hijo del rey anterior (Watuhumalang), mientras que la corte estaba en poder de Balitung, que probablemente sea el cuñado de Dakhsa. La inscripción de Telang, fechada el 11 de enero de 904, reveló el desarrollo del complejo portuario de Paparahuan, liderado por Rakai Welar Mpu Sudarsana, ubicado en la ribera del río Bengawan Solo. Al construir el puerto y cruzar el ferry en el navegable Bengawan Solo, podría significar el creciente interés en el comercio marítimo, por lo que el interés de la corte se ha desplazado hacia el este.
La inscripción de Kubu-Kubu (17 de octubre de 905) reveló que el pueblo Kubu-kubu fue otorgado a Rakryan Hujung Dyah Mangarak y Rakryan Matuha Dyah Majawuntan en reconocimiento a su valor en la conquista de Bantan. El topónimo de Bantan no está claro, podría corresponder al sitio del siglo X de Banten Girang en la actual provincia de Banten, en el oeste de Java, o podría ser otro lugar. Mientras que otros historiadores especularon que Bantan podría ser un nombre alternativo a Bali. En el antiguo javanés, el término Bantan significa "sacrificio", que a menudo se usa indistintamente con Bali, que significa "ofrenda".
La inscripción de Mantyasih (11 de abril de 907) reveló los obsequios otorgados a cinco jóvenes patihs (funcionarios) por su servicio en la paz mantenida durante la boda de Balitung. También en 907, en la inscripción de Rukam, Balitung ofrece que los impuestos Sima recaudados de la aldea de Rukam se destinen a la construcción y mantenimiento de un templo dedicado a su abuela, Nini Haji Rakryan Sanjiwana. El templo mencionado aquí es el templo budista Sajiwan, ubicado no muy lejos al sur de Prambanan, probablemente fue construido durante el final del reinado de Rakai Kayuwangi (Rey Lokapala) y completado en el reinado de Balitung. El templo está dedicado a Nini Haji Rakryan Sanjiwana, vinculado a Sri Kahulunnan, otro nombre de la reina Pramodhawardhani. Este templo probablemente era un templo mortuorio dedicado como pedharmaan (dedicación) para la reina madre fallecida.
La rivalidad entre Balitung y Daksha fue probablemente el resultado de la competencia previa de sucesión entre Rakai Gurunwangi y Rakai Kayuwangi (Rey Lokapala), ambos descendientes de Rakai Pikatan. Durante el reinado de su cuñado Balitung, Mpu Daksa ocupó el puesto de Rakai Hino, según la inscripción de Taji Gunung (del 21 de diciembre de 910), que mencionaba la partición de la zona de Taji Gunung entre él y Rakai Gurunwangi. Parece que Rakai Gurunwangi se alió con su sobrino Daksha. El historiador Boechari está seguro de que el reinado de Balitung terminó como resultado de la rebelión de Mpu Daksha. Según la inscripción de Taji Gunung (910), Daksha todavía era Rakai Hino, mientras que en la estela de Timbangan Wungkal (913) ya ascendía al trono como el rey. Aunque el reino también disfrutó de relativa paz y prosperidad.
Daksha gobernó sobre el centro y las porciones este de Java.: 127  El Rey Daksha (910-919) y su sucesor, el Rey Tulodong (919-924) también gobernaron desde Poh Pitu. El siguiente monarca, el rey Wawa (924-929) devolvió la capital de Poh Pitu a Mataram. La inscripción de Sanggurah (del 2 de agosto de 928), hallada en Malangárea en Java Oriental es particularmente interesante, ya que mencionó el hecho de Sri Maharaja Rakai Pangkaja Dyah Wawa Sri Wijayalokanamottungga (Rey Wawa) que otorgó el estado Sima a la tierra en y alrededor de la fuente del río Brantas en la actual área de Batu y Malang. Esto significa que durante el reinado de Wawa, el reino se expandió hacia el este mediante el establecimiento de asentamientos (tierras Sima) a lo largo del río Bengawan Solo y Brantas.

### Moviéndose hacia el este

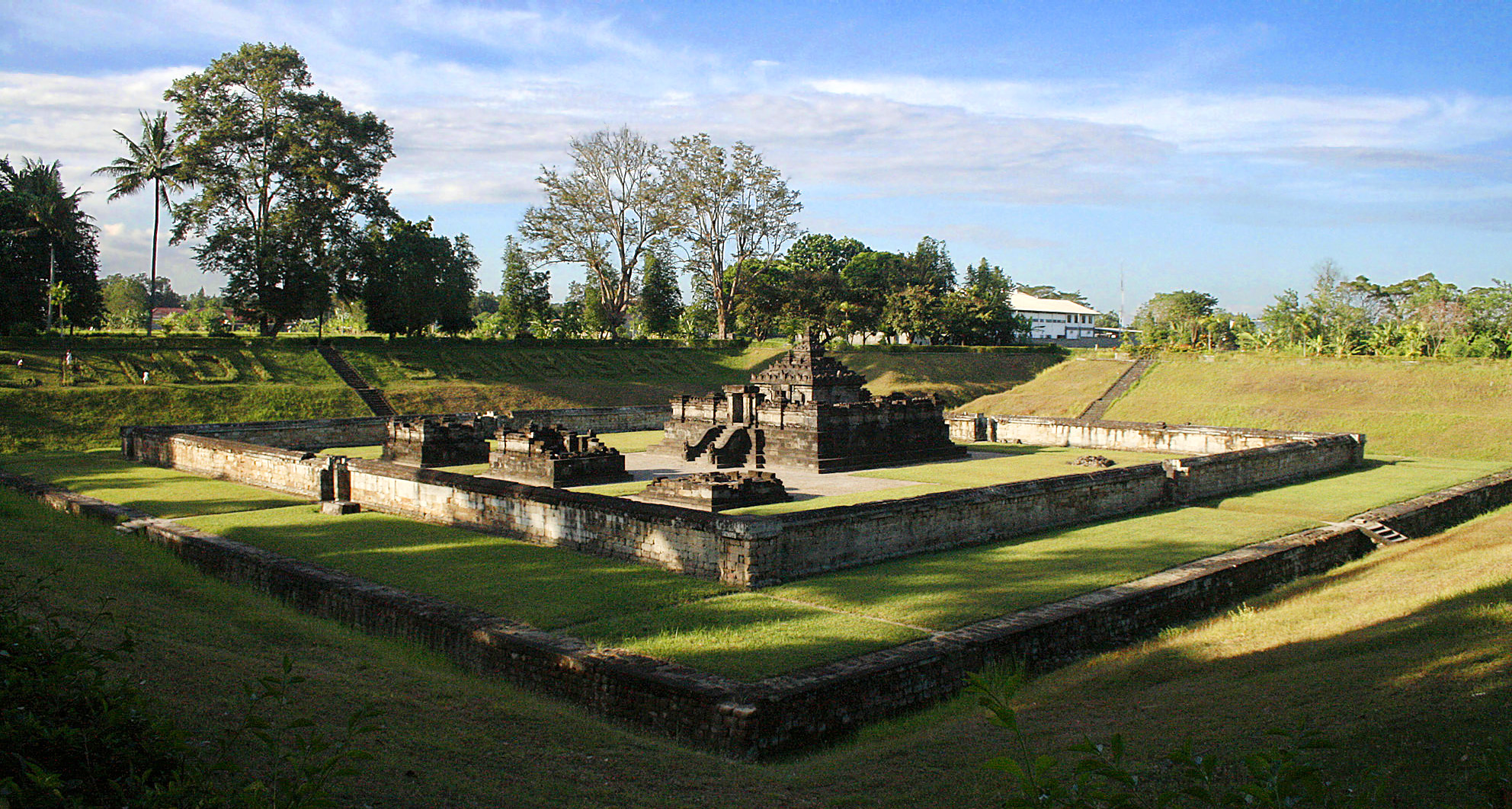
El templo Sambisari está enterrado a cinco metros bajo los restos volcánicos del Monte Merapi

Alrededor del año 929, el centro del reino se desplazó de Java Central a Java Oriental por Mpu Sindok,: 128  que estableció la dinastía Isyana. La causa exacta del movimiento aún es incierta. Los historiadores han propuesto varias causas posibles; desde desastres naturales, brotes epidémicos, políticas y luchas de poder, hasta motivos religiosos o económicos.
De acuerdo con la teoría de van Bemmelen, que fue apoyada por el profesor Boechari, una erupción severa del volcán Mount Merapi probablemente causara el traslado. Los historiadores sugieren que, en algún momento durante el reinado del rey Wawa de Mataram (924-929), el volcán Merapi entró en erupción y devastó la capital del reino en Mataram. La histórica erupción masiva de este volcán es popularmente conocida como Pralaya Mataram (la debacle de Mataram). La evidencia de esta erupción se puede ver en varios templos que fueron prácticamente enterrados bajo el lahar de Merapi y restos volcánicos, como los templos Sambisari, Morangan, Kedulan, Kadisoka y Kimpulan.
El arqueólogo Agus Aris Munandar propuso una hipótesis, que el movimiento fue causado por motivos religiosos. Menciona que las erupciones incesantes del Monte Merapi han causado que el reino se mueva. Señalando que en las antiguas creencias javanesas, Merapi era considerado como el Mahameru para las personas en el antiguo Mataram. Según las enseñanzas hindúes, el pico Mahameru simboliza el centro del universo, el reino sagrado donde viven los dioses. Como su Mahameru en Java Central continuó en erupción, decidieron moverse, pero aún buscaban otro Mahameru. Como Java Oriental todavía era parte del territorio de Mataram, es posible que algunas personas informaran al reino de Java Central que había otro Mahameru en el este. Él sugiere que la nueva montaña sagrada era el monte Penanggungan en Java Oriental, que se asemeja a Mahameru.
Otra hipótesis propuesta por NJ Krom dice que la desaparición fue causada por un brote epidémico que obligó a las personas a buscar un nuevo lugar para vivir. Por otro lado, B. Schrieke dice que el movimiento fue causado por razones económicas; el vigoroso auge de la construcción de templos durante la era de los reyes de Sailendran ha supuesto una tremenda carga económica para el campesino. La gente sufría cuando los reyes los obligaban a construir grandes templos en lugar de trabajar en sus granjas. Lentamente se movieron hacia el este para evitar las órdenes de los reyes.
También se propone una lucha de poder como la causa del movimiento. Coedes sugirió que la mudanza a Java Oriental probablemente fue en respuesta a la budista Sailendras.: 79, 90  Esta teoría está en línea con la propuesta por JG de Casparis, que sugiere que el cambio de ciudad capital hacia el este fue evitar una invasión de Srivijaya desde Sumatra.
Sin embargo, lo más probable es que haya sido motivado por razones económicas. De Casparis luego amplía su teoría, diciendo que la ubicación del reino en Java Central era menos accesible que Java Oriental. El valle del río Brantas fue considerado como una ubicación estratégica, ya que el río proporciona un acceso fácil para llegar a los puertos en la costa norte de Java Oriental y el mar de Java, estratégico para el control de las rutas marítimas al este del archipiélago, especialmente vital para el control de la Malukucomercio de especias. Esto está en contraste con Kedu y Kewu Plain de Mataram, relativamente aislados de la costa norte de Java Central. A pesar de su fertilidad, ideal para el reino agrícola del arroz, la llanura de Mataram está bastante aislada, sus fronteras septentrionales están protegidas por la barrera natural de los volcanes Merapi, Merbabu, Sumbing, Sundoro, Dieng y Ungaran. Ideal para una política agrícola orientada hacia adentro, pero insuficiente para desarrollar un reino de comercio marítimo.
Los estudios recientes sugieren que el movimiento hacia el este no fue un evento abrupto. Durante el período de Mataram en Java Central, el reino probablemente ya se expandió hacia el este y estableció asentamientos a lo largo del río Brantas en Java Oriental. Era más probable que el movimiento se realizara de forma gradual durante un período prolongado. La causa de la mudanza también fue motivada por múltiples factores; ya sea natural, economía o política. La inscripción de Sanggurah o popularmente conocida como la " Piedra Minto ", fechada en 982 - encontrada en Malang, Java Oriental a principios del siglo XIX - menciona el nombre de un rey javanés, Sri Maharaja Rakai Pangkaja Dyah Wawa Sri Wijayalokanamottungga (Rey Wawa Wijayaloka), quien luego gobernó el área de Malang. Esto sugiere que incluso durante el reinado del Rey Wawa, la región de Malang en Java Oriental ya pertenece al reino de Medang Kingdom. La inscripción contiene elementos sobre el cambio de poder que tuvo lugar en Java Oriental.
Cualesquiera que sean las verdaderas razones detrás de la mudanza del centro político de Java Central a Oriental, este evento marcó el fin de una era profundamente. De hecho, la actividad de construcción de templos ha disminuido desde la era del Rey Balitung en escala, calidad y cantidad, y sin embargo el período de Java Oriental del reino de Medang no deja rastros tangibles de ninguna estructura de templo comparable a las de la era anterior de Java Sailendra. Parece que el reino ya no tiene la intención y el recurso de embarcarse en un proyecto de construcción a gran escala.

#### Estableciendo el país oriental
Según la inscripción de Turyan (fechada en 929), Sindok movió la capital a Tamwlang y luego la trasladó de nuevo a Watugaluh. El historiador identifica esos nombres con el área de Tambelang y Megaluh cerca del moderno Jombang, Java Oriental. Aunque Sindok establece una nueva dinastía, la dinastía Isyana llamada así por su hija, Sindok parece estar estrechamente relacionada con la casa real de Medang Mataram, por lo que puede ser visto como la continuación de una larga línea de linaje de los reyes javaneses que se extiende desde el rey Sanjaya. Durante su reinado Sindok creó bastantes inscripciones, la mayoría están relacionadas con el establecimiento de Simatierras; estas inscripciones son entre otras; Linggasutan (929), Gulung-Gulung (929), Cunggrang (929), Jru-Jru (930), Waharu (931), Sumbut (931), Wulig (935) y Anjukladang (937). La mayoría de estas inscripciones se mencionan sobre el establecimiento de tierras Sima o Swatantra. Esto significa que Sindok parece consolidar su autoridad sobre Java Oriental, ya que las colecciones de aldeas se declaran como tierras Sima, lo que significa que los asentamientos han desarrollado cultivos de arroz húmedo y pueden ser gravados y jurar lealtad como parte del reino de Sindok.
La inscripción de Anjukladang data del año 937, en particular, es interesante, porque afirmaba que el estado Sima se otorga a la aldea de Anjukladang y se erige un templo en reconocimiento a su servicio para repeler a las fuerzas invasoras de Malayu. El templo mencionado aquí es probablemente el Candi Lor hecho de ladrillos que ahora está en ruinas, ubicado en la aldea de Candirejo en Nganjuk Regency. La mención de las fuerzas invasoras de Malayu se refiere al antiguo nombre de Sumatran Malayu Kingdom, que probablemente significa Srivijaya en su lugar. Esto significa que las relaciones entre el reino Medang del este de Java con Srivijaya se han deteriorado gravemente hasta convertirse en un estado de hostilidad.

#### Expansión a Bali
Sindok fue sucedido por su hija Isyana Tunggawijaya.: 129  Según la inscripción de Gedangan (fechada en 950), la reina Isyana se casó con Sri Lokapala, un noble de Bali. Ella más tarde tuvo éxito por su hijo Makutawangsa Wardhana c. 985. Según la inscripción de Pucangan (fechada en 1041), el rey Makutawangsa Wardhana tiene una hija llamada Mahendradatta, Makutawangsa Wardhana fue reemplazada por su hijo Dharmawangsa Tguh c. 990s.
Un rey posterior, Dharmawangsa, movió la capital nuevamente a Wwatan, identificada como el área de Wotan cerca del Madiun moderno. La hermana de Dharmawangsa, Mahendradatta más tarde sería prometida a un rey balinés, Udayana Warmadewa. Este informe indicó que, de alguna manera, Bali había sido absorbida por la esfera de influencia del mandala del Reino de Medang, probablemente como vasallo. En el desarrollo de la literatura, el Rey Dharmawangsa también ordenó la traducción del Mahabharata al antiguo javanés en 996.

### Derrumbamiento
A finales del siglo X, la rivalidad entre el Sumatra Srivijaya y el Javamático Mataram se hizo más hostil.: 130  La animosidad probablemente fue causada por el esfuerzo de Srivijayan por recuperar las tierras de Sailendra en Java, ya que Balaputra y su descendencia —una nueva dinastía de Srivijaya maharajás— pertenecían a la dinastía Sailendra, o por las aspiraciones de Medang para desafiar el dominio de Srivijaya como el poder regional. Anteriormente, la inscripción de Anjukladang fechada en 937 mencionaba un ataque de infiltración de Malayu que se refería a un ataque de Srivijayan.

#### Guerra contra Srivijaya

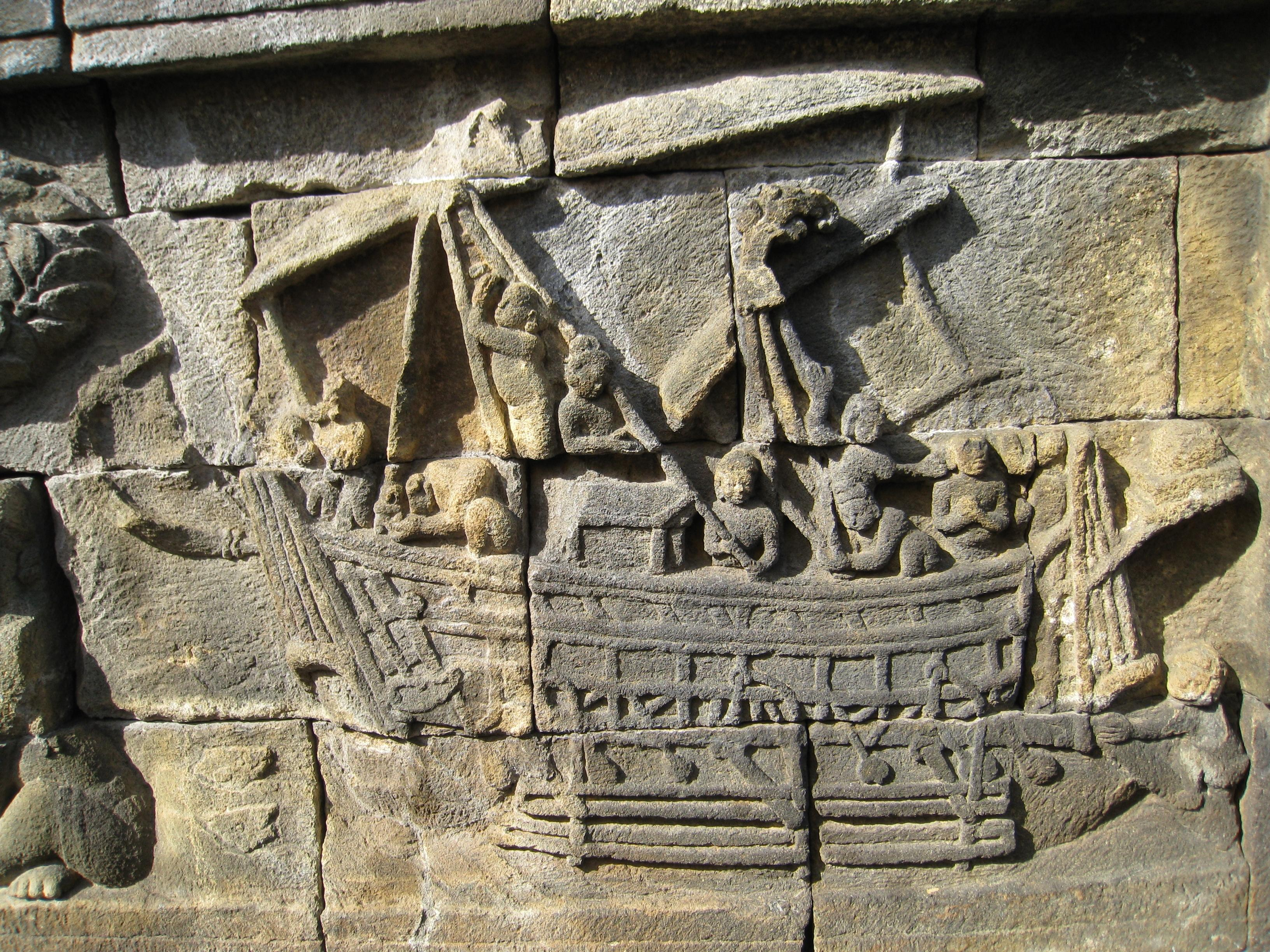
Recipiente antiguo de Java representado en Borobudur. En 990, el rey Dharmawangsa lanzó un ataque naval contra Srivijaya en Sumatra, la hostilidad entre dos reinos ha llevado al colapso del reino de Medang

En 990, Dharmawangsa lanzó una invasión naval contra Srivijaya: 130  en un intento de capturar Palembang. La noticia de la invasión javanesa de Srivijaya fue registrada en cuentas chinas del período Song. En 988, un enviado de San-fo-qi (Srivijaya) fue enviado a la corte china en Guangzhou. Después de permanecer dos años en China, el enviado se enteró de que su país había sido atacado por She-po (Java), por lo que no pudo regresar a su país. En 992, el enviado de She-po (Java) llegó a la corte china y explicó que su país ha estado involucrado en una guerra continua con Srivijaya. En 999, el enviado de Srivijayan navegó desde China a Champa en un intento de regresar a su país, sin embargo, no recibió noticias sobre el estado de su país. El enviado de Srivijayan navegó de regreso a China y apeló al emperador chino para la protección de China contra los invasores javaneses.: 229 
La invasión de Dharmawangsa llevó al maharajá de Srivijaya, Sri Cudamani Warmadewa a buscar protección de China.: 141  Srivijayan Maharaja, Sri Cudamani Warmadewa era un gobernante hábil y astuto, con astutas habilidades diplomáticas. En medio de la crisis provocada por la invasión javanesa, se aseguró el apoyo político chino apaciguando al emperador chino. En 1003, un registro histórico de la canción informó que el enviado de San-fo-qi enviado por el rey Sri Cudamani Warmadewa, informó que se había erigido un templo budista en su país para orar por la larga vida del emperador chino, por lo que le preguntó al emperador para dar el nombre y la campana de este templo que fue construido en su honor. Se regocijó, el emperador chino nombró el temploCh'eng-t'en-wan-shou ('diez mil años de recibir bendiciones del cielo, que es China) y una campana fue inmediatamente lanzada y enviada a Srivijaya para ser instalada en el templo.: 6 
Después de 16 años de guerra, en 1006, Srivijaya logró repeler a los invasores de Medang y liberó a Palembang. Este ataque ha abierto los ojos de Srivijayan Maharaja sobre cuán peligroso podría ser el Reino de Medang de Java, y además contemplarlo, pacientemente estableció un plan y un esfuerzo para destruir a su enemigo, el Reino de Medang de Java.

#### Mahapralaya
En represalia, en 1016-1017, las fuerzas de Srivijaya ayudaron a Haji (rey) Wurawari de Lwaram a rebelarse, atacaron y destruyeron el Palacio Medang, matando a Dharmawangsa y a la mayoría de la familia real.: 130  Lwaram está conectado a la aldea moderna de Ngloram en la región de Cepu, Blora, Java Central. Este ataque repentino e inesperado tuvo lugar durante la ceremonia de boda de la hija de Dharmawangsa, lo que hizo que la corte no estuviera preparada y conmocionada.
Esta calamidad se registró en la cuenta de Java como el pralaya (la debacle) la muerte del reino de Mataram.: 144  Con la muerte de Dharmawangsa y la caída de la capital, bajo la presión militar de Srivijaya, el reino finalmente colapsó y cayó en el caos. Con la ausencia del gobernante supremo de Medang, los señores de la guerra en provincias regionales y asentamientos en el centro y este de Java se rebelaron y se separaron del gobierno central de Medang y formaron sus propias entidades políticas al servicio de las dinastías locales. Las incursiones y los robos asolaban el país. Hubo más disturbios y violencia varios años después del fallecimiento del reino.
Airlangga, un hijo del rey Udayana Warmadewa de Bali y la reina Mahendradatta,: 129  también sobrino del rey Dharmawangsa asesinado, logró escapar de la destrucción y se exilió en el bosque de Vanagiri en el interior de Java Central. Más tarde se unió al apoyo popular, reunió los restos del Reino Medang y restableció el reino (incluido Bali) bajo el nombre de Reino de Kahuripan en 1019. El Reino de Kahuripan se puede considerar como el estado sucesor de Medang, y de este punto, el reino era conocido como Kahuripan,: 144–147  con su capital ubicada cerca del estuario del río Brantas, en algún lugar alrededor de la moderna Surabaya, Sidoarjo o Pasuruan en el este de Java.

## La dinastía

### La teoría de las dinastías duales
Bosch en su libro "Srivijaya, de Sailendravamsa en de Sanjayavamsa" (1952) sugirió que el rey Sanjaya fue el progenitor de la dinastía Sanjaya, y hubo dos dinastías que gobernaron Java Central; la dinastía budista Sailendra y la dinastía Shivaist Sanjaya. La inscripción también establece que Sanjaya era un ardiente seguidor del Shaivismo. Desde su fundación a principios del siglo VIII hasta el año 928, el reino fue gobernado por la dinastía Sanjaya. El primer rey fue Sanjaya, que gobernó en la región de Mataram en las cercanías de Yogyakarta y Prambanan, y dejó los registros escritos en la inscripción de Canggal. Sin embargo, a mediados del siglo VIII, el Sailendra la dinastía surgió en Java Central y desafió la dominación de Sanjaya en la región.
La interpretación histórica predominante sostiene que la dinastía Sailendra coexistió junto a la dinastía Sanjaya en Java Central, y gran parte del período se caracterizó por la cooperación pacífica. Los Sailendra, con sus fuertes conexiones con Srivijaya, lograron obtener el control de Java Central y convertirse en señores de los Rakai (señores javaneses locales), incluidos los Sanjayas, convirtiendo así a los reyes Sanjaya de Mataram en vasallos. Poco se sabe sobre el reino debido al dominio del Sailendra, que durante este período construyó Borobudur, un monumento budista. Samaratungga, el monarca de Sailendra, trató de asegurar la posición de Sailendra en Java, cimentando una alianza con los Sanjayas al organizar el matrimonio de su hija Pramodhawardhani con Pikatan.
A mediados del siglo IX, las relaciones entre Sanjaya y Sailendra se deterioraron. En 852, el gobernante de Sanjaya, Pikatan, derrotó a Balaputra, el vástago del monarca Sailendra Samaratunga y la princesa Tara. Esto terminó la presencia de Sailendra en Java; Balaputra se retiró a la capital Srivijayan en Sumatra, donde se convirtió en el gobernante supremo. La victoria de Pikatan fue registrada en la inscripción Shivagrha fechada en 856, creada por Rakai Kayuwangi, el sucesor de Pikatan.

### La teoría de la única dinastía

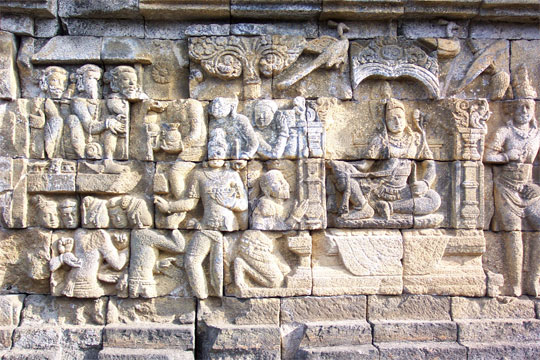
La escena de la corte javanesa representada en Borobudur bajo relieve

Sin embargo, esta teoría dual de las dinastías Sailendra-Sanjaya propuesta por Bosch y De Casparis fue rechazada por algunos historiadores indonesios en un período posterior. Una teoría alternativa, propuesta por Poerbatjaraka sugiere que había un solo reino y una dinastía, el reino llamado Medang, con la capital en el área de Mataram (de ahí el nombre del reino: "Medang i Bhumi Mataram") y la dinastía gobernante, siendo el Sailendra.
Esta teoría está respaldada por la interpretación de Boechari en la inscripción de Sojomerto y el estudio de Poerbatjaraka en el manuscrito de Carita Parahyangan. Poerbatjaraka sostiene que Sanjaya y toda su descendencia pertenecen a la familia Sailendra, que inicialmente era shivaísta hindú. Sin embargo, según la inscripción de Raja Sankhara (ahora falta); El hijo de Sanjaya, Panangkaran, se convirtió al budismo Mahāyāna. Y debido a esa conversión, la última serie de reyes Sailendra que gobernaron Medang se convirtieron también en budistas Mahāyāna y dieron al budismo el patrocinio real en Java hasta el final del reinado de Samaratungga. Los hindúes Shivaist recuperaron el mecenazgo real con el reinado de Pikatan, que duró hasta el final del Reino de Medang. Durante el reinado de los reyes Pikatan y Balitung, el templo real hindú Trimurti de Prambanan fue construido y ampliado en las cercanías de Yogyakarta.

## Gobierno y economía
La compleja sociedad estratificada de la antigua Javan, con su refinado gusto estético en el arte y la cultura, se evidencia a través de varias escenas en bajorrelieves narrativos tallados en varios templos de la época de Medang.

### Capital

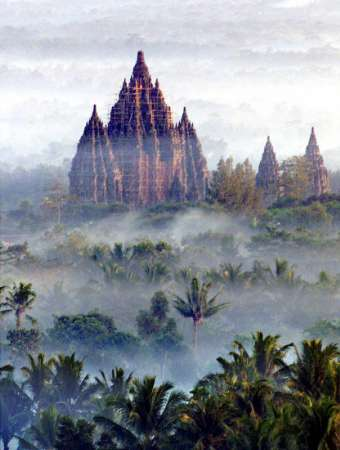
Prambanan prāsāda (torres) vistas desde la colina de Ratu Boko, el área en Prambanan Plain era la ubicación de la capital de Mataram

Durante este período, el concepto común de ciudad, como se lo conoce en Europa, Medio Oriente o China, como el centro de concentración urbana de la política, la administración, las actividades religiosas y económicas, aún no estaba del todo establecido en la antigua Java. El desarrollo urbano adecuado como una ciudad tuvo lugar más tarde en el siglo XIII Majapahit 's Trowulan.
La capital en sí es más probable que se refiera al palacio, un complejo amurallado llamado pura en sánscrito, o en javanés local como karaton o kadatwan, aquí es donde el rey y su familia residen y gobiernan su corte. El palacio en sí es más una colección de pabellones de estilo pendopo rodeados por muros. Estos pabellones y pasillos están hechos de materiales orgánicos de madera y paja, por lo que se habían descompuesto durante siglos dejando solo paredes de piedra, puertas, terrazas y bases. El ejemplo de este tipo de edificios seculares se puede encontrar en Ratu Bokocompuesto. El centro urbano de Java en este período no reconoció la ciudad amurallada, ya que se encuentra en contrapartes chinas o indias, el único recinto amurallado, bien protegido y protegido era el palacio del rey y el complejo del templo. El nagara o capital en sí era más una colección de aldeas densamente pobladas que rodeaban el pura (palacio del rey).
Los centros de actividad religiosa, que se refieren a la ubicación de los templos, no necesariamente significaban el centro administrativo o económico. Según las inscripciones, el número de tierras ha sido galardonado con un estado Sima con una porción o la totalidad de sus ingresos fiscales de arroz se asignó a la financiación de la construcción y el mantenimiento del templo. Sin embargo, es muy posible que la Prambanan Plain con una gran concentración de templos se encuentre a solo unos cientos de metros uno del otro: Sambisari, Kalasan, Sari, Sewu, Lumbung, Prambanan, Plaosan, Sajiwan, Templos de Banyunibo, Ratuboko, Barong e Ijo —podría ser la ubicación de la capital de Mataram—. Otro experto argumentó que el área Prambanan era en verdad el centro religioso del reino, pero no era el centro administrativo, mientras que sugería otra ubicación en Muntilan como el posible centro político del reino.
La mayoría de las veces, la corte del Reino de Medang estaba ubicada en Mataram, posiblemente ubicada en algún lugar de Muntilan o Prambanan Plain, cerca de la moderna Yogyakarta. Sin embargo, durante el reinado de Rakai Pikatan, el tribunal fue trasladado a Mamrati. Más tarde, en el reinado de Balitung, la corte se mudó de nuevo, esta vez a Poh Pitu. A diferencia de Mataram, los historiadores no han podido identificar las posibles ubicaciones de Mamrati y Poh Pitu, aunque la mayoría de los historiadores coinciden en que ambos estaban ubicados en la llanura de Kedu, en algún lugar alrededor del moderno Magelang o Temanggung.regencias Más tarde, un experto sugiere que el área en Secang, en la parte superior del valle del río Progo en el norte de la Regencia de Magelang, con una densidad de templo relativamente alta, era posiblemente el centro político secundario del reino. En el período posterior de Java Oriental, se mencionaron otros centros; como Tamwlang y Watugaluh (cerca de Jombang), también Wwatan (cerca de Madiun).

### Administración

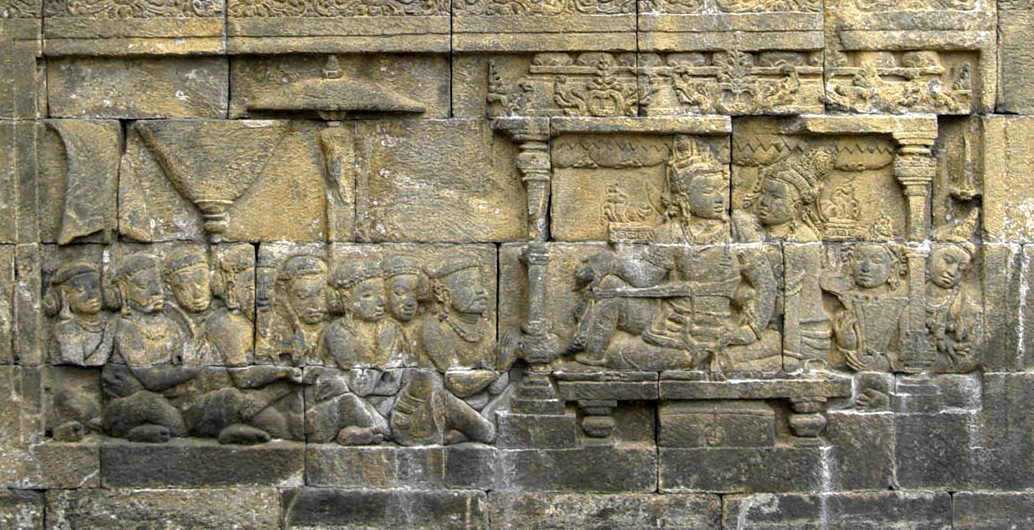
The bas relief of 8th century Borobudur depict the scene in royal court.

El bajorrelieve de Borobudur, del siglo VIII, representa la escena en la corte real.
Durante este período, el nivel de administración de la política javanesa solo consistía en dos niveles; el nivel del gobierno central se centró en la corte del rey, y el wanua o nivel del pueblo tomó la forma de asentamientos dispersos dentro del reino del reino. El palacio donde residía el Rey se mencionaba como kadatwan o karaton, la corte era el centro de la administración del reino. El wanua o pueblo es más probable que tomara forma de una "isla" llena de viviendas y huertos en medio de vastos arrozales, el diseño de este pueblo todavía se puede encontrar en la moderna desa de Java.
El rey era considerado como el gobernante supremo o chakravartin, donde reside el poder y la autoridad más elevados. Él gobernó el nagara o kadatwan que significa el reino, de su puri (palacio o recinto amurallado). Bajo el rey, hay funcionarios estatales que sirven para reenviar las leyes y órdenes del rey. Están usando el título de Rakai o Samget. Los Rakais gobernaron una unidad administrativa llamada watak que se formó a partir de la colección de varias aldeas o wanua. Rakai puede ser considerado como el propietario regional o la aristocracia terrateniente, que gobierna una gran colección de aldeas. Los rakais transmiten la orden del rey a Rama o a los líderes de la aldea que gobierna su propio dominio llamado karaman o watak. A medida que el reino se hizo más grande y complejo, ingresando al siglo X durante el reinado de Balitung, se agregaron series de funcionarios estatales para agregar niveles jerárquicos.
La mayoría de las inscripciones fechadas en el período Medang Mataram están relacionadas con el establecimiento de tierras sima. Esto significa la formación y expansión de las aldeas agrícolas de Java en la región durante este período. Ya sea abriendo un bosque o convirtiendo un ladang (cultivo de arroz seco) en sawah (cultivo de arroz mojado). Una sima es una tierra agrícola cultivable de arroz húmedo con excedentes de arroz disponibles para impuestos, y oficialmente reconocida a través del edicto real. La mayoría de estas tierras sima están gobernadas por rakai o samget (terratenientes) regionales en su reino. Al adquirir prestigioso estatus sima del rey, la unidad regional watak tenía un mayor prestigio en comparación con los asentamientos no sima, pero esto también significa reconocer el dominio del reino sobre su tierra y jurar su lealtad al rey. A los rakais que gobiernan la tierra se les concede un permiso real para recaudar impuestos, aunque algunas partes de estos impuestos deben pagarse regularmente a la corte del rey (gobierno central en la capital). En algún caso, algunas de estas inscripciones sima declararon que esta tierra sima se ha convertido en una tierra libre de impuestos, a cambio de que los excedentes de cosecha de arroz recolectados de esta tierra se utilicen para construir o mantener un edificio religioso. Esto significa que el rakai que tradicionalmente dictaminó que estas tierras ya no tienen derecho a cobrar el impuesto, o al menos a reducir sus ingresos tributarios.
Además de su función administrativa y de defensa militar, el rey y la familia real también son conocidos como los patronos de las artes y también de la piedad religiosa. El rey, la familia real y los funcionarios del reino tenían la autoridad para lanzar proyectos públicos, como obras de riego o construcción de templos. El arte real y el clientelismo religioso se pueden ver en las construcciones de templos patrocinadores. El reino dejó varios templos y monumentos. Los más notables son Borobudur, Prambanan, Sewu y el complejo del templo de Plaosan.

### Economía

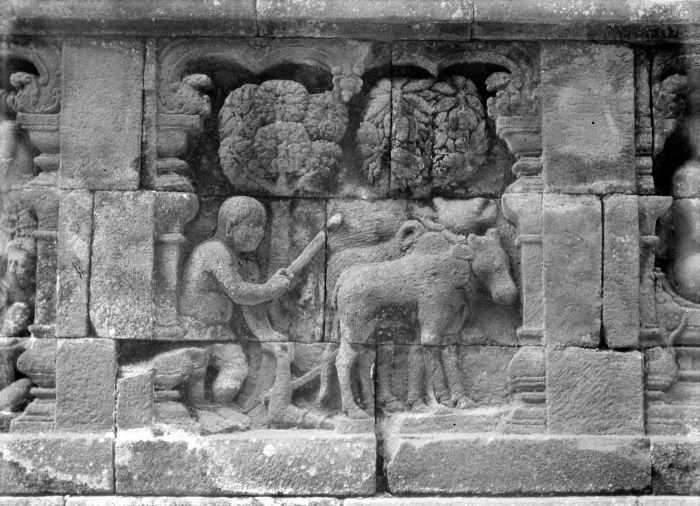
El bajorrelieve de Borobudur, del, representa la escena en la corte real

El bajorrelieve en el siglo VIII Borobudur que representa la agricultura de arroz en la antigua Java
La gente común de Medang principalmente se ganaba la vida en la agricultura, especialmente como cultivadores de arroz, sin embargo, algunos pueden haber seguido otras carreras, como cazadores, comerciantes, artesanos, armeros, marineros, soldados, bailarines, músicos, vendedores de alimentos o bebidas, etc. Las representaciones de la vida cotidiana en Java del siglo IX se pueden ver en muchos bajorrelieves de los templos. El cultivo de arroz se había convertido en la base de la economía del reino, donde las aldeas de todo el reino dependían de su rendimiento anual de arroz para pagar impuestos a la corte. La explotación del suelo volcánico fértil de Java Central y el cultivo intensivo de arroz húmedo (sawah) permitió que la población creciera significativamente, lo que contribuyó a la disponibilidad de mano de obra y mano de obra para los proyectos públicos del estado. Ciertos pueblos y tierras recibieron el estatus desima tierras otorgadas a través del edicto real escrito en inscripciones. Los rendimientos de arroz de las tierras sima generalmente se asignaron para el mantenimiento de ciertos edificios religiosos.
La evidencia más temprana de un sistema de moneda en Java. Javaneses oro mas o Tahil lingotes, alrededor del siglo noveno.
La actividad económica tampoco se centró únicamente en un único mercado en la ciudad capital. Lo más probable es que el mercado haya sido rotado diariamente dentro de una semana entre las aldeas participantes, en un sistema javanés llamado pasaran. Este sistema aún se puede encontrar en las aldeas rurales de Java, antes de que la mayoría se convierta en un mercado permanente como se lo encuentra comúnmente en la actualidad. La práctica comercial económica en estos mercados se realiza con mayor probabilidad en el trueque y en el uso del dinero, ya que durante este período, la economía de Java se ha monetizado en parte.
Los bajorrelieves de los templos de este período, especialmente de Borobudur y Prambanan, describen ocupaciones y carreras distintas de la actividad agrícola; tales como soldados, funcionarios del gobierno, sirvientes de la corte, masajistas, músicos ambulantes y compañías de baile, vendedores de comida y bebida, correos de logística, marineros, comerciantes, incluso matones y ladrones son representados en la vida cotidiana del siglo IX en Java. Estas ocupaciones requieren un sistema económico que emplee dinero. El tesoro de Wonoboyo, artefactos dorados descubiertos en 1990, reveló monedas de oro en forma similar a las semillas de maíz, lo que sugiere que la economía de Javan del siglo IX está parcialmente monetizada. En la superficie de las monedas de oro grabadas con un guion "ta", una forma abreviada de "cola" o "tahil", una unidad de moneda en la antigua Java.

## Cultura y sociedad

### Sociedad

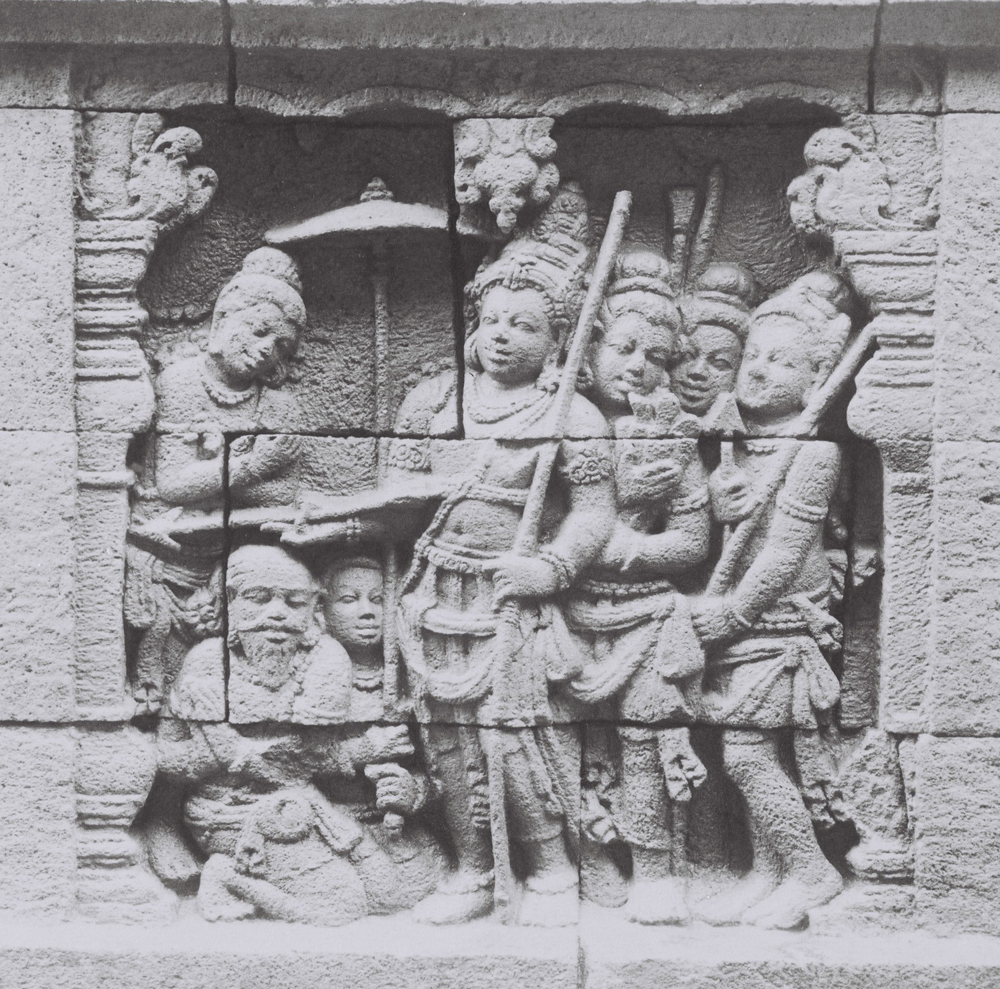
Un noble acompañado por sus séquitos y sirvientes, un bajorrelieve de Borobudur

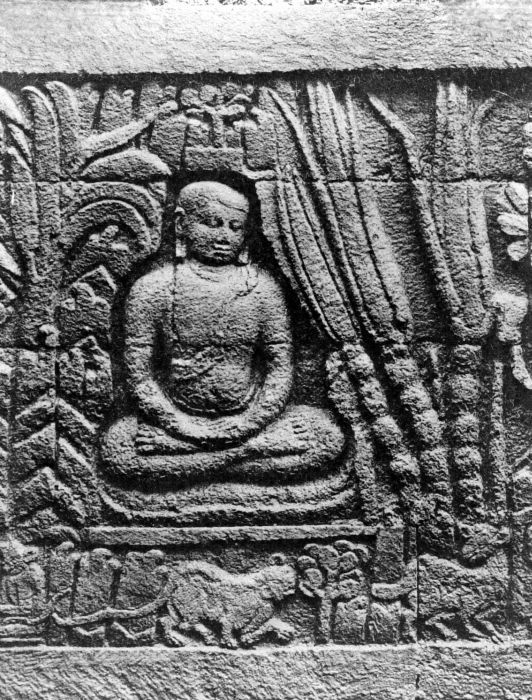
Un ermitaño budista meditando en un bosque aislado, bajo relieve de Borobudur

Un noble acompañado por sus séquitos y sirvientes, un bajorrelieve de Borobudur.
Un ermitaño budista meditando en un bosque aislado, bajo relieve de Borobudur.
Una sociedad compleja y estratificada de los antiguos habitantes de Java y su orden social se puede ver a través de estudios sobre la rica representación en bajorrelieves de este período, así como los estudios de inscripción. El reino había desarrollado una sociedad compleja; que se caracteriza por la heterogeneidad de su sociedad, la desigualdad de la estratificación social y la formación de una institución administrativa nacional en su reino. Los antiguos javaneses sí reconocieron el catur varna hindú o las clases sociales de castas; Brahmana (sacerdotes), Kshatriya (reyes, caudillos y nobles), Vaishya (comerciantes y artesanos) y Shudra(sirvientes y esclavos). Sin embargo, el sistema de estratificación social en la antigua Java difiere ligeramente de los de la India, ya que es menos rígido.
Pigeaud divide la antigua sociedad javanesa en cuatro clases: la clase dominante, la autoridad religiosa, los plebeyos y los esclavos. Mientras De Casparis sugiere; aunque la antigua sociedad javanesa reconoce las diferencias de casta, sus reglas e implementaciones eran menos rígidas en comparación con el sistema de castas en la India. De Casparis los divide en tres grupos:
Los plebeyos que formaban la mayoría de la población del reino.
El rey con su familia real, incluidos los nobles, los terratenientes y el miembro de la elite gobernante que depende de la corte del rey y su dinastía. Puede ser comúnmente llamado "el palacio / la gente de la corte".
Las figuras religiosas y las autoridades religiosas. La clase de los sacerdotes; brahmanes y monjes, incluye los servidores de rango inferior empleados en templos compuestos y monasterios.
Con base en el estudio de los estilos y tipos de vestimenta y joyerías que llevan las personas representadas en bajorrelieves del templo, especialmente los relieves de Borobudur, la antigua sociedad javanesa se puede dividir aproximadamente en:
Los nobles, el rey y las familias reales, los terratenientes, los nobles y los que se relacionaban con las elites gobernantes. Llevaban ropa lujosa de kain con ropa larga envuelta alrededor de las caderas hasta el tobillo, la cinturilla y la faja, ya sea que llevaban alrededor de sus caderas como sampur, o usaban alrededor de su cuerpo colgando desde el hombro izquierdo hasta la cadera. Adornado con intrincadas joyas de oro como jamang (adornos de frente), makuta (corona), pendientes, kelat bahu (collar), collar, upavita(adorno del cuerpo de cadenas de oro desgastado en el pecho), pulseras, anillos, pulsera de tobillo. Los dioses y las divinidades también se representan de la misma manera que los nobles, aunque se describe que tienen prabhamandala (halo divino) alrededor de la cabeza.
Los sirvientes reales o nobles de rango inferior, son sirvientes del rey, séquitos o servidores reales. Ocuparon posiciones como dayang-dayang (asistentes reales femeninos), guardias o funcionarios estatales. Llevaban un paño largo alrededor de las caderas hasta el tobillo, y llevaban joyas y adornos también, como aretes, collar y pulseras, aunque no tan completos y lujosos como los usados por el rey y los nobles.
Los sacerdotes, los brahmines, los monjes budistas o las figuras religiosas que trabajan en templos o en el monasterio. Usualmente usaban una túnica o capa llamada sinhel. Los monjes budistas usualmente son retratados cuando los hombres calvos usaban túnica con el hombro derecho abierto, mientras que los brahmines usualmente eran representados como hombres con barba que llevaban turbantes alrededor de la cabeza.
Los plebeyos, la mayoría de las personas, en su mayoría describe como aldeanos. Vestían ropas simples de tela corta alrededor de las caderas, a veces el extremo inferior está atado hacia arriba para crear un taparrabos corto como un pantalón. Por lo general, no llevaban joyerías ni adornos, sin embargo, a veces se dice que llevan algunos adornos sencillos, como un collar, pulseras o una cuerda de vestir.

### Religión

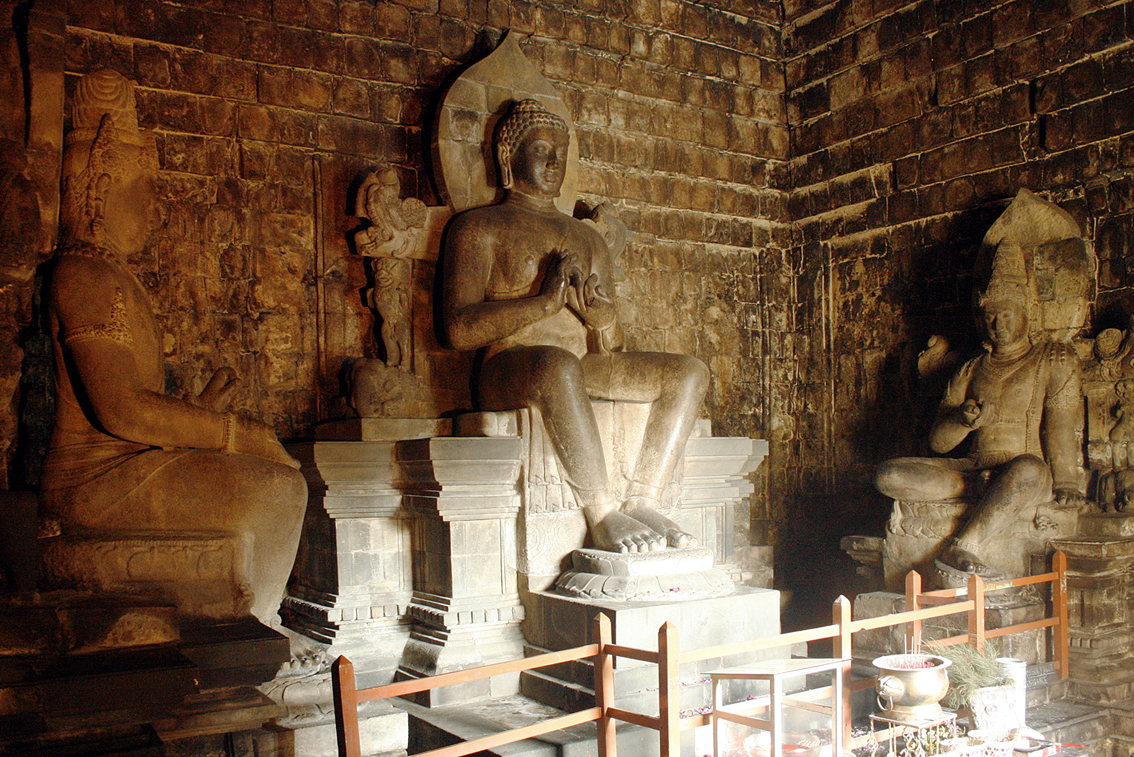
La estatua de Buda Dhyani Vairocana, Avalokitesvara y Vajrapani dentro del templo Mendut

El hinduismo y el budismo son las dos religiones adheridas por los gobernantes y las personas del reino. Sin embargo, las prácticas religiosas de los plebeyos probablemente todavía estaban mezcladas con el chamanismo nativo y las creencias indígenas predhámicas. Desde el comienzo de su formación, los reyes de Medang Mataram parecían preferir el hinduismo shivaísta, como la construcción del linga en el templo hindú de Gunung Wukir, como se menciona en la inscripción Canggal del rey Sanjaya. Sin embargo, durante el reinado de Panangkaran, el budismo Mahayana comenzó a florecer y ganar el favor de la corte. El Kalasan, Sari, Sewu, Mendut, Pawon y los magníficos templos de Borobudur atestiguan el renacimiento budista en Java Central. El mecenazgo de la corte sobre el budismo abarcó desde el reinado de Panangkaran hasta Samaratungga. Durante el reinado de Pikatan, el hinduismo shivaísta comenzó a recuperar el favor de la corte, lo que significó la construcción del gran Shivagrha (Prambanan).

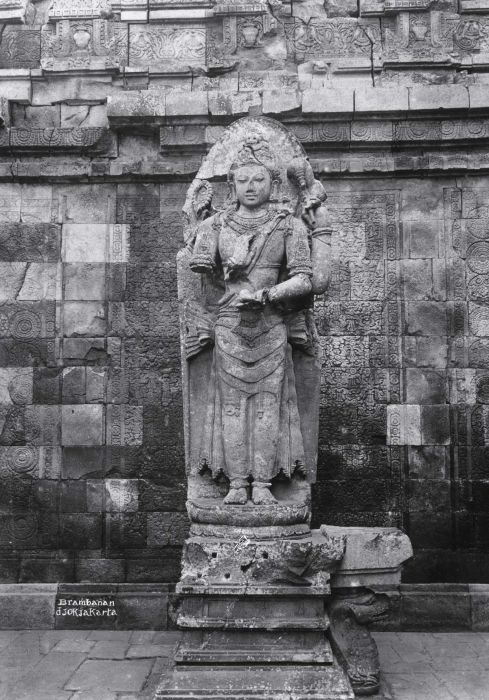
Estatua de Shiva en la cámara principal de Prambanan

El reino reconoció la autoridad religiosa de la clase sacerdotal, los brahmanes. El budismo también estuvo bien representado a través de la comunidad monástica budista de la sangha, que consiste en monjes budistas que viven en viharas como Sari y Plaosan y que obtienen el patrocinio de la corte. Estas autoridades religiosas hindúes y budistas llevaron a cabo ceremonias y rituales religiosos estatales y regionales en los templos. La clase gobernante de kshatriyala familia real también se entregó al espiritismo. Algunos monarcas parecen sumergirse en el espiritismo y la religión. Por ejemplo, el rey Panangkaran parece estar profundamente influenciado por el budismo mahayana e incluso se esfuerza por convertirse en ermitaño durante sus últimos días. Los números de otros reyes como Samaragrawira y Samaratungga también fueron profundamente influenciados por el budismo y se esfuerzan por convertirse en líderes benevolentes. Rakai Pikatan también abdicó y renunció a los asuntos mundanos durante sus viejos días y se convirtió en un ermitaño del rishi llamado Sang Prabhu Jatiningrat.
El período comprendido entre el reinado del rey Panangkaran y el reinado del rey Balitung (finales del siglo VIII hasta principios del siglo X) fue testigo de la ferviente construcción de templos en el reino. Probablemente esto fue motivado por el celo religioso, la inmensa riqueza y recursos del reino o razones sociopolíticas. Algunos historiadores como Muñoz sugieren que este ardiente proyecto de construcción del templo era en realidad una herramienta religiosa y política para controlar a los terratenientes rakai regionales, para evitar que se rebelasen contra el rey. Durante este tiempo, cada uno de los watak regionales es gobernado por los propietarios de Rakai que nutren su propia dinastía. Al designar la tierra sima de Rakais para financiar la construcción y el mantenimiento de unconstrucción religiosa candi, el maharajá privando a los rakais de la capacidad de recaudar una gran suma de impuestos, que puede ser potencialmente mal utilizada para financiar a algún ejército que podría surgir para desafiar la autoridad del maharajá. Los Rakais pueden estar dispuestos a obedecer voluntariamente oa regañadientes a la voluntad del rey, ya que negarse a construir construcciones religiosas puede dañar su reputación y convertirlos no solo en enemigos del rey, sino también en enemigos de los dioses o del Buda.

### Arte y Arquitectura

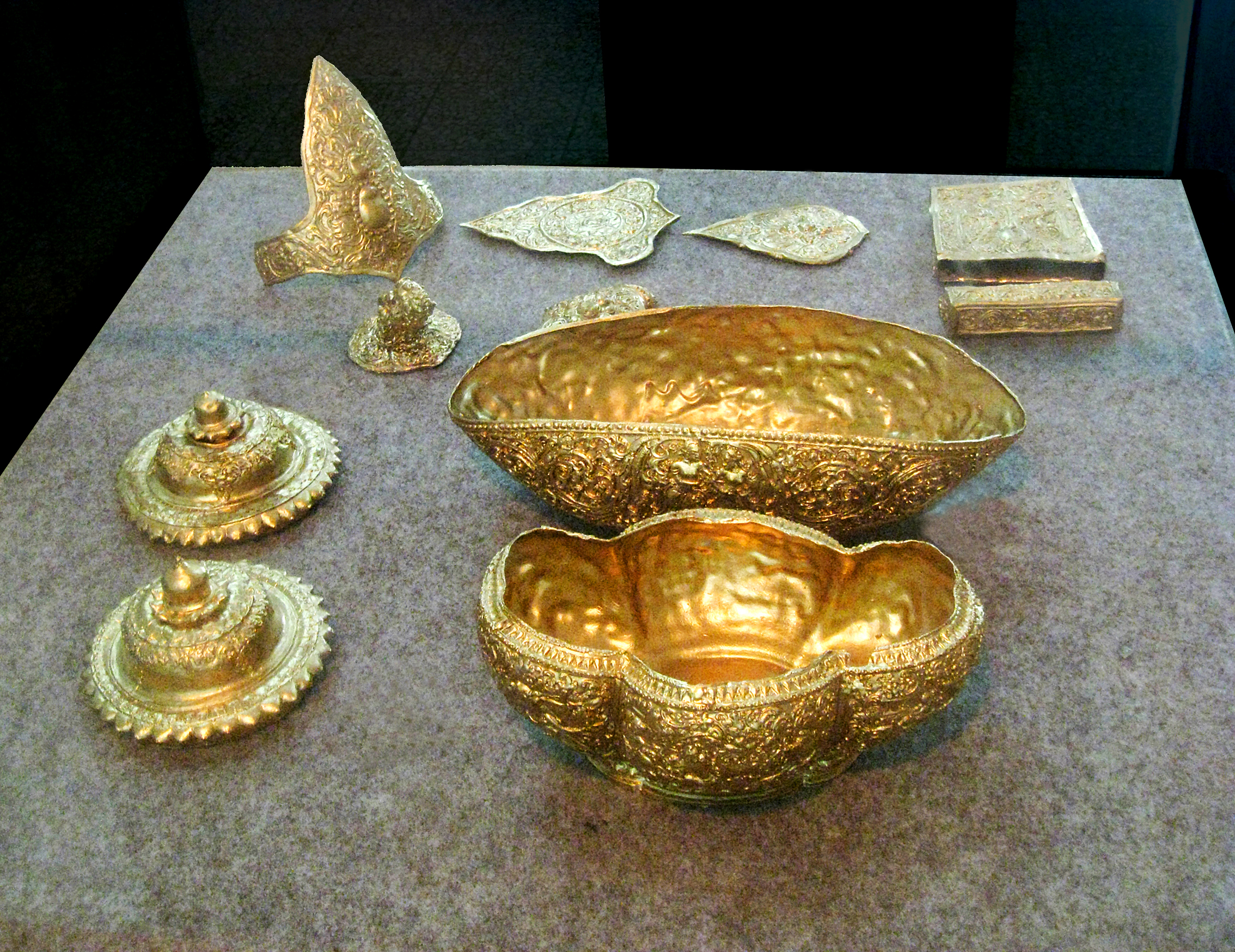
El arsenal de Wonoboyo muestra la inmensa riqueza y el logro artístico del reino de Medang

El arsenal de Wonoboyo muestra la inmensa riqueza y el logro artístico del reino de Medang.
Además de examinar los bajorrelieves tallados en las paredes del templo, el estudio de la antigua sociedad javanesa también se realiza a través de reliquias arqueológicas. Los objetos dorados de Wonoboyo atesoran la riqueza, el arte y la cultura, así como el logro estético del Reino de Medang. Los artefactos muestran la intrincada obra de arte y el dominio técnico del antiguo orfebre javanés. Se estima que el tesoro data del reinado del Rey Balitung. El tesoro ha sido identificado como perteneciente a un noble o un miembro de la familia real.
El templo más antiguo en la región de Mataram del sur de Java Central fue el templo hindú Shung Gunung Wukir, vinculado a la inscripción Canggal (732 CE) construida por el Rey Sanjaya. Casi 50 años después, el templo budista más antiguo se construyó en la región de Prambanan, el templo budista de Kalasan, vinculado a la inscripción Kalasan (778 CE) y al rey Panangkaran. A partir de este momento, el reino vio proyectos de construcción de templos exuberantes, como Sari, Manjusrigrha, Lumbung, Ngawen, Mendut, Pawon y alcanzó su punto máximo en la construcción de Borobudur, el enorme mandala de piedra, que tomó la forma de un templo de montaña lleno de estupas que completaron c. 825 CE.

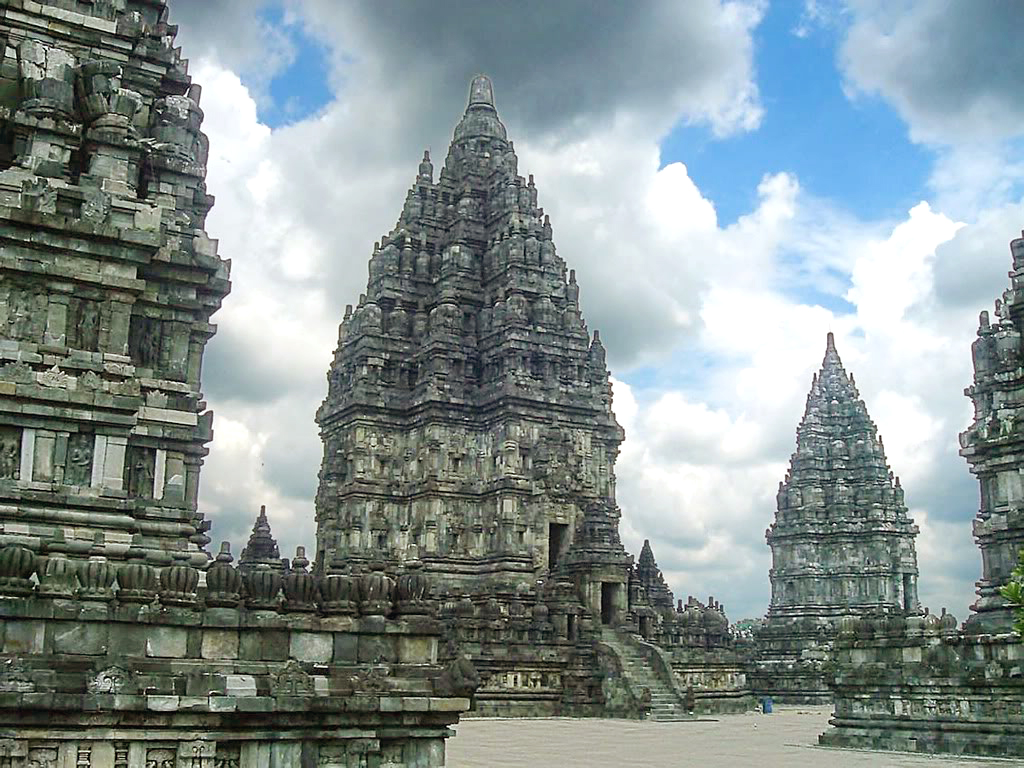
El magnífico templo hindú del de Prambanan, Yogyakarta, fue un importante monumento hindú en el reino de Medang

El magnífico templo hindú del siglo IX de Prambanan, Yogyakarta, fue un importante monumento hindú en el reino de Medang.
El monumental templo hindú de Prambanan en las cercanías de Yogyakarta, inicialmente construido durante el reinado del rey Pikatan (838-850), y expandido continuamente durante el reinado de Lokapala (850-890) a Balitung (899-911), es una multa ejemplo del antiguo arte y arquitectura de Medang Mataram. La descripción de un gran complejo del templo dedicado al señor Shiva, y el proyecto público de cambiar el curso del río cerca del templo (río Opak) para correr a lo largo de la pared occidental del complejo del templo también se mencionó en la inscripción Shivagrha. El gran complejo del templo estaba dedicado a la Trimurti, los tres dioses más altos en el panteón hindú (Shiva, Brahma, Vishnu). Fue el templo hindú más grande jamás construido en Indonesia, evidencia de la inmensa riqueza y logros culturales del reino.
Otros templos hindúes fechados en la era del Reino Medang Mataram son: Sambisari, Gebang, Barong, Ijo y Morangan. Aunque el Shivaist recupera el favor, los budistas permanecen bajo el patrocinio real. El templo de Sewu dedicado a Manjusri según la inscripción de Kelurak probablemente fue construido inicialmente por Panangkaran, pero luego se expandió y completó durante el gobierno de Rakai Pikatan, quien se casó con una princesa budista Pramodhawardhani, hija de Samaratungga. La mayoría de sus sujetos conservaron su antigua religión; Los shivaistas y los budistas parecían coexistir en armonía. El templo budista de Plaosan, Banyunibo y Sajiwanfueron construidos durante el reinado del rey Pikatan y la reina Pramodhawardhani, probablemente en el espíritu de la reconciliación religiosa después de las disputas de sucesión entre Pikatan-Pramodhawardhani contra Balaputra.

### Literatura

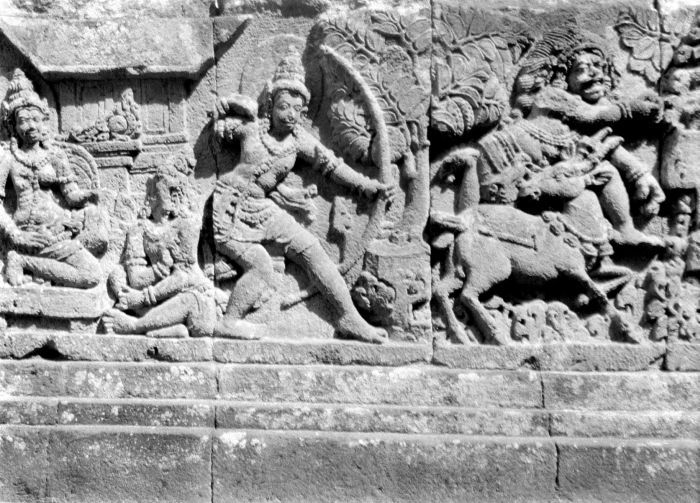
Bajorrelieve en Prambanan que representa una escena tomada de Ramayana. La traducción de la epopeya india al javanés Kakawin Ramayana tuvo lugar durante el reino de Medang Mataram

Bajorrelieve en Prambanan que representa una escena tomada de Ramayana. La traducción de la epopeya india al javanés Kakawin Ramayana tuvo lugar durante el reino de Medang Mataram.
Desde el siglo IX hasta mediados del siglo X, el Reino Medang fue testigo del florecimiento del arte, la cultura y la literatura, principalmente a través de la traducción de textos sagrados hindúes y budistas y la transmisión y adaptación de ideas hindúes budistas en textos antiguos de Java y bajorrelieves visuales representación. El bajorrelieve tallado en cada lado de la escalera del templo de Mendut y también en la base del templo de Sojiwan, por ejemplo, narra los populares cuentos budistas Jataka, las historias que cuentan sobre las vidas anteriores del Buda, tanto en forma humana como animal. El bajorrelieve de Borobudur particularmente, contiene la representación más completa de los textos sagrados budistas. Se extendió desde Karmavibhanga (la ley del karma), Lalitavistara (la historia del Buda), la historia de Manohara, Jataka y Jatakamala, Avadana (colección de obras virtuosas) y Gandavyuha (la búsqueda de Sudhana por la verdad última).
La narración en bajorrelieve de la épica hindú Ramayana y también fue tallada en la pared de los templos de Shiva y Brahma del templo de Prambanan, mientras que las historias de Krishna tomadas del Bhagavata Purana fueron talladas en el templo de Vishnu. Durante este período, se escribió el Kakawin Ramayana, una antigua representación javanesa. Este Kakawin Ramayana, también llamado Yogesvara Ramayana, se atribuye al escriba Yogesvara c. el siglo noveno CE, que fue empleado en la corte de la Medang en Java Central. Tiene 2774 estrofas en el estilo manipravala, una mezcla de prosa en sánscrito y arcaico de Java. La versión más influyente del Ramayana es el Ravanavadham de Bhatti, popularmente conocido como Bhattikavya. El Ramayana javanés difiere notablemente del original hindú.

## Relaciones con los poderes regionales
El reino de Medang tuvo relaciones excepcionalmente intensas con el hegemón regional Srivijaya de Sumatra. En un período anterior, las relaciones eran cercanas e íntimas, ya que los reyes Sailendranos de Java se habían aliado con Maharaja de Srivijaya y las dos casas reales parecen fusionarse. En un período posterior, sin embargo, las relaciones se deterioraron hasta la guerra, cuando Dharmawangsa lanzó un intento fallido de capturar Palembang, y Srivijaya tomó represalias bien elaboradas. En su límite oriental, el reino de Medang parece subyugar a la vecina Bali y arrastró a la isla a su esfera de influencia.
La inscripción Kaladi (c. 909 CE), menciona Kmir (gente del Khmer del Imperio Khmer) junto con Campa (Champa) y Rman (Lu) como extranjeros desde el sudeste asiático continental que con frecuencia estuvo a Java para el comercio. La inscripción sugiere que se ha establecido una red de comercio marítimo entre los reinos del sudeste asiático continental y Java.
El nombre del Reino de Medang fue mencionado en la inscripción Laguna Copperplate del Tondo de Filipinas, con fecha del 822 saka (hacia el 900 EC), descubierto en Lumban, Laguna, Filipinas. El descubrimiento de las inscripciones, escrito en el guion Kawi en una variedad de Old Malay que contiene numerosos préstamos del sánscrito y algunos elementos de vocabulario no malayos cuyo origen es ambiguo entre Old Javanese y Old Tagalog, sugiere que las personas o los funcionarios del Reino de Medang se habían embarcado en el comercio interinsular y las relaciones exteriores en regiones tan lejanas como Filipinas, y que existían conexiones entre reinos antiguos en Indonesia y Filipinas.

## Legado

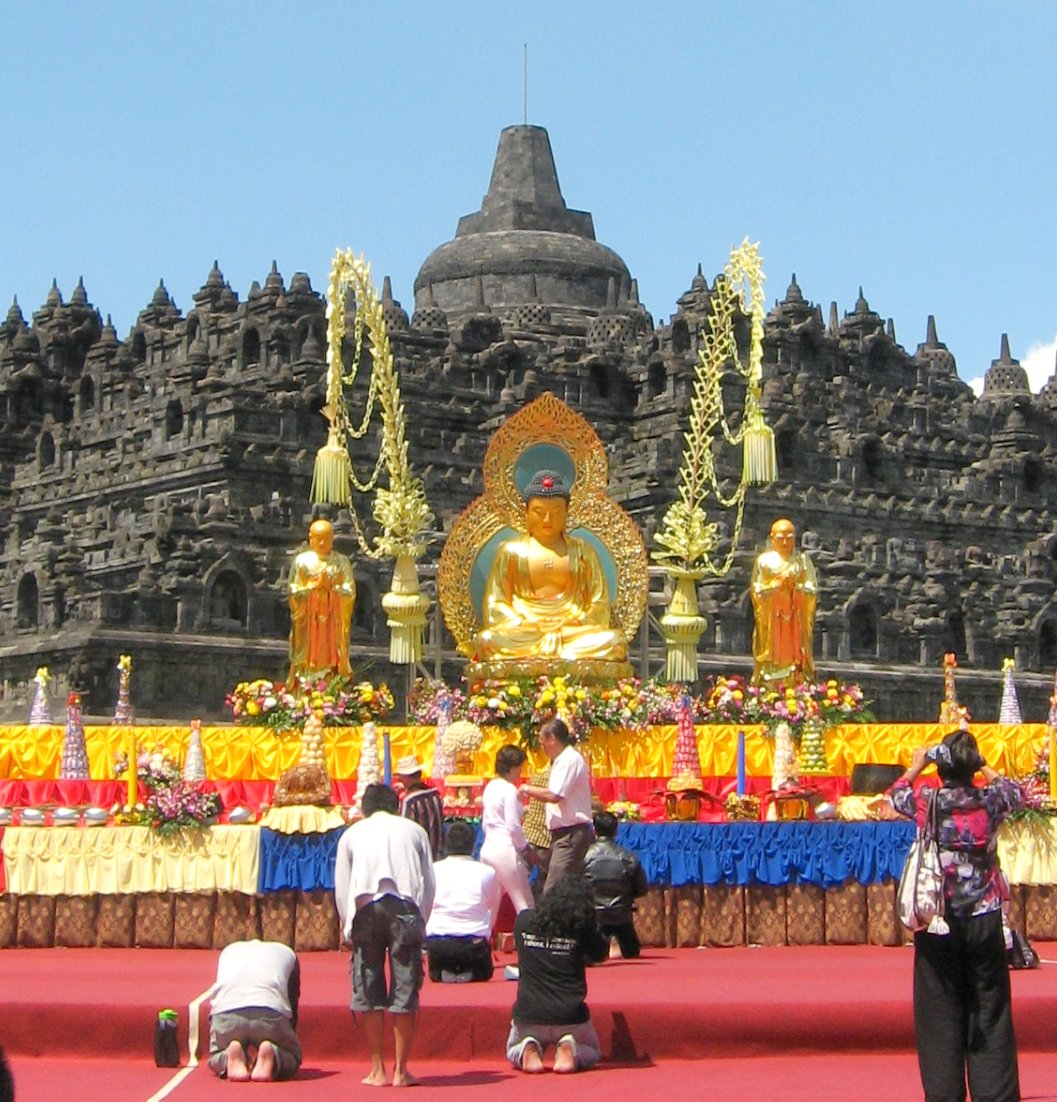
La ceremonia nacional de Vesak en Borobudur, los templos hindúes y budistas del reino de Mataram son especialmente importantes para la peregrinación y la ceremonia para los budistas e hindúes de Indonesia

La ceremonia nacional de Vesak en Borobudur, los templos hindúes y budistas del reino de Mataram son especialmente importantes para la peregrinación y la ceremonia para los budistas e hindúes de Indonesia.
Celebrada como la edad de oro de la antigua civilización indonesia, más precisamente la civilización clásica de Java, la era del reino de Medang i Bhumi Mataram ha dejado una marca y un legado eternos en la cultura e historia de Indonesia; sus monumentos. Los grandes y magníficos Borobudur y Prambanan en particular, se han convertido en la fuente del orgullo nacional, no solo para los javaneses locales sino también para el conjunto de los indonesios. Es probable que sea de la misma manera que la gente Khmer de Camboya se enorgullecía de su legado Angkorian. Estos monumentos de hoy se han convertido en elatracción principal; Borobudur es la atracción turística más visitada en Indonesia.
Nunca antes, y nuevamente, Indonesia vio una pasión tan vigorosa por el desarrollo y la construcción de templos, que demuestran el dominio tecnológico, la administración de mano de obra y recursos, la estética y el refinamiento artístico, también el logro arquitectónico, además de esta época. El período comprendido entre fines del siglo VIII y finales del siglo IX, entre el reinado de Panangkaran y Balitung, ha dejado números de impresionantes monumentos religiosos; entre otros están Manjusrigrha, Bhumisambharabudhara y Shivagrha.
La era de Medang Mataram es aclamada como el período clásico de la civilización javanesa; durante este período, la cultura, el arte y la arquitectura javaneses florecieron y se desarrollaron aún más, consolidaron y mezclaron sus elementos indígenas con influencias dhármicas. Al incorporar el marco de referencia hindú-budista y los elementos en su cultura, arte y arquitectura, y mediante la sánskritización de su idioma, los javaneses han formulado su propio estilo javanés hindú-budista y han desarrollado una civilización ingeniosa. Este estilo javanés de arte Sailendran, ya sea en escultura y arquitectura, a su vez influyó en las artes regionales, en particular en el arte Srivijayan en Sumatra y en la península malaya del sur de Tailandia.
thumb|right|La actuación del Ballet del Ramayana de Java en el escenario al aire libre Prambanan. La era del Reino de Mataram ha dejado un profundo impacto en la cultura javanesa
La actuación del Ballet del Ramayana de Java en el escenario al aire libre Prambanan. La era del Reino de Mataram ha dejado un profundo impacto en la cultura javanesa.
El arte y la arquitectura Khmer durante la temprana era formativa de Angkor también se cree que está influenciado por el arte y la arquitectura de Java; la sorprendente similitud del templo de Bakong en Camboya con Borobudur sugiere fuertemente que Bakong se inspiró en el diseño de Borobudur. Debía haber intercambios de viajeros, si no de misión, entre Kambuja y Java. Transmitiendo a Camboya no solo ideas, sino también detalles técnicos y arquitectónicos, incluyendo pasarelas arqueadas en el método de corbeling.
También fue durante este período que la cantidad de escrituras dhármicas, hindúes o budistas, se abrieron camino desde la India hasta la cultura javanesa. Por ejemplo, los cuentos de budistas Jatakas y Lalitavistara, también epopeyas hindúes Ramayana y Mahabharata fueron adoptados en la versión de Java. Estos cuentos y epopeyas moldearían aún más la cultura javanesa y las artes escénicas, como las danzas javanesas y el arte wayang.

## Lista de reglas
El gobernante de Medang Kingdom. [9] : 88-89, 91, 92, 108, 126-130

### Periodo de Java Central
| Period of reign | Personal name | Rakai (Javanese title) | Abhiseka (stylised) name                                         | Mentioned in inscription                        | Year            |
| --------------- | ------------- | ---------------------- | ---------------------------------------------------------------- | ----------------------------------------------- | --------------- |
| 732—760         | Sanjaya       | Mataram                | –                                                                | Canggal                                         | 732             |
| 760—780         | Pancapana     | Panangkaran            | Dharmatungga?                                                    | Kalasan                                         | 778             |
| 780—800         | Dharanindra   | Panunggalan            | Sanggramadhananjaya –                                            | Kelurak Ligor B                                 | 782 c 787       |
| 800—819         | Samaragrawira | Warak                  | –                                                                | Nalanda                                         | c 860           |
| 819—838         | Samaratungga  | Garung                 | –                                                                | Pengging Karangtengah                           | 819 824         |
| 838—850         | Jatiningrat   | Pikatan                | –                                                                | Shivagrha Tulang air Argapura                   | 856 850 863     |
| 850—890         | Lokapala      | Kayuwangi Gurun Wangi  | Sajanotsawatungga                                                | Shivagrha Wuatan Tija Wanua Tengah Munggu Antan | 856 880 863 887 |
| 890—898         | Dewendra      | Limus Watuhumalang     | –                                                                | Poh Dulur Kewikuan Panunggalan                  | 890 896         |
| 898—910         | Balitung      | Watukura               | Sri Iswara Kesawottawatungga                                     | Mantyasih                                       | 907             |
| 910—919         | Daksa         | Hino                   | Sri Maharaja Daksottama Bahubajra Pratipaksaksaya Uttunggawijaya | Taji Gunung                                     | 910             |
| 919—924         | Tulodong      | Layang                 | Sajanasanata Nuraga Tunggadewa                                   | Lintakan                                        | 919             |
| 924—929         | Wawa          | Sumba Pangkaja         | Sri Wijayaloka Namottungga                                       | Sanggurah                                       | 982             |

### Periodo de Java Oriental
| Period of reign | Personal name        | Rakai (Javanese title) | Abhiseka (stylised) name                                        | Mentioned in inscription | Year     |
| --------------- | -------------------- | ---------------------- | --------------------------------------------------------------- | ------------------------ | -------- |
| 929—947         | Sindok               | Hino                   | Sri Maharaja Isyana Wikramadharmottunggadewa                    | Turyan Anjukladang       | 929 937  |
| 947—985         | –                    | –                      | Sri Isyana Tunggawijaya (queen regnant)                         | Gedangan Pucangan        | 950 1041 |
| 985—990         | –                    | –                      | Sri Makutawangsa Wardhana                                       | Pucangan                 | 1041     |
| 990—1006        | Wijayamreta Wardhana | –                      | Sri Maharaja Isyana Dharmawangsa Teguh Anantawikramottunggadewa | Pucangan                 | 1041     |